# Padre de la patria
«Padre de la Patria» o «Padre de la Nación» (del latín: Pater Patriae) son términos usados para rendir el mayor homenaje posible a una figura histórica, considerándole como «padre», en el sentido de «fundador».
Suele ser un líder considerado clave, cuya biografía se mitifica para convertirla en fuente de inspiración patriótica, intensificando sus rasgos simbólicos, heroicos y de autoridad, tanto política como moral. Su imagen es utilizada como símbolo nacional, mostrándose en monumentos, monedas, billetes, sellos, carteles, etc. El respeto y veneración que adquiere tal figura, especialmente cuando esa consideración se alcanza en vida y durante su mandato, puede terminar convirtiéndose en el denominado culto a la personalidad, una especie de religión laica.
No son muchos los países que hayan otorgado el título de padres fundadores de la nación oficialmente; mientras que el uso informal, o en la bibliografía, depende de cada caso, según las distintas etapas históricas impulsen el desarrollo de la conciencia nacional en la constitución de su justificación histórica (la construcción de la historia nacional).

## Pater Patriae
El antiguo Senado Romano confería los títulos oficiales de la antigua República de Roma, entre ellos el título honorífico de Pater Patriae ("Padre de la Patria" en latín), que podía entregar a sus ciudadanos más ilustres. El primero en ser distinguido con él fue Marco Furio Camilo (386 a. C.), el general que había vencido a los galos que asediaban Roma; y se le equiparó a Rómulo (el mítico fundador de la ciudad). Posteriormente, se volvió a conceder el título a Marco Tulio Cicerón por evitar la conspiración de Catilina durante su consulado en el 63 a. C. También le fue otorgado a Julio César. A partir de Augusto (a quien se le confirió ese honor en el año 2 a. C.) muchos emperadores romanos ostentaron esa denominación, pero sin llegar a considerarse como uno más entre los títulos implícitos al cargo (como Imperator, Caesar, Augustus, Princeps senatus, Pontifex maximus, etc.), sino que se concedía por el Senado, normalmente, tras varios años de mandato, con lo que los emperadores de menor duración no llegaron a obtenerlo. Con Nerva, el título se le confirió inmediatamente, como prueba de especial estima. En el caso de Tiberio, el título le fue ofrecido por el Senado, pero este rehusó aceptarlo. Nerón también lo declinó en primera instancia, pero aceptó al ofrecérselo el Senado en una segunda ocasión. Adriano sólo lo aceptó después de dos años.
El título figuraba en las monedas imperiales y las inscripciones monumentales con la abreviatura P P.

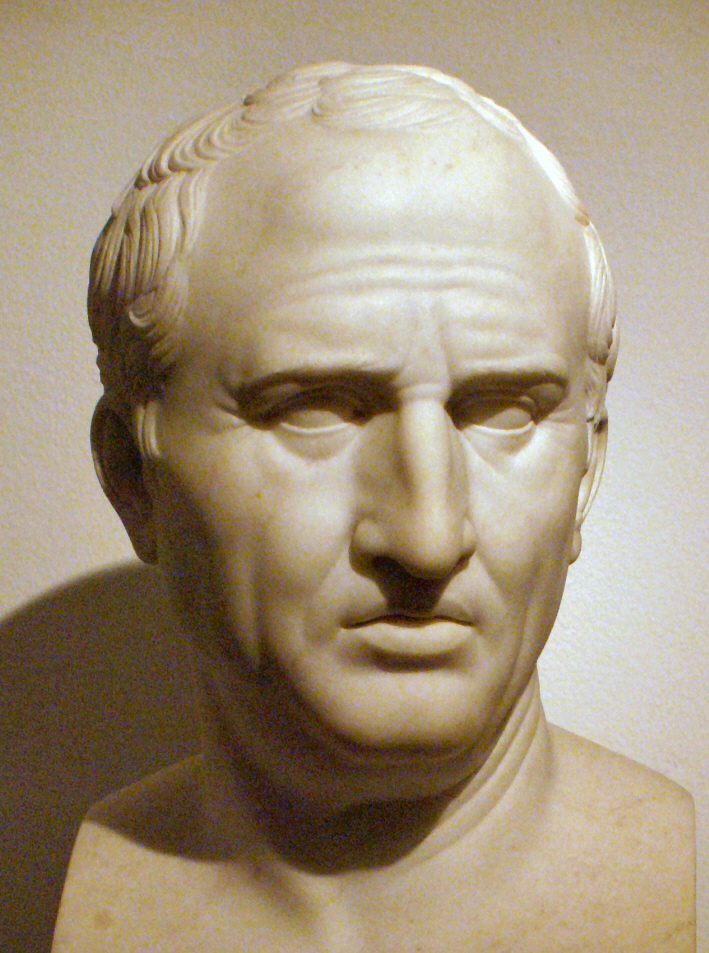
Cicerón.
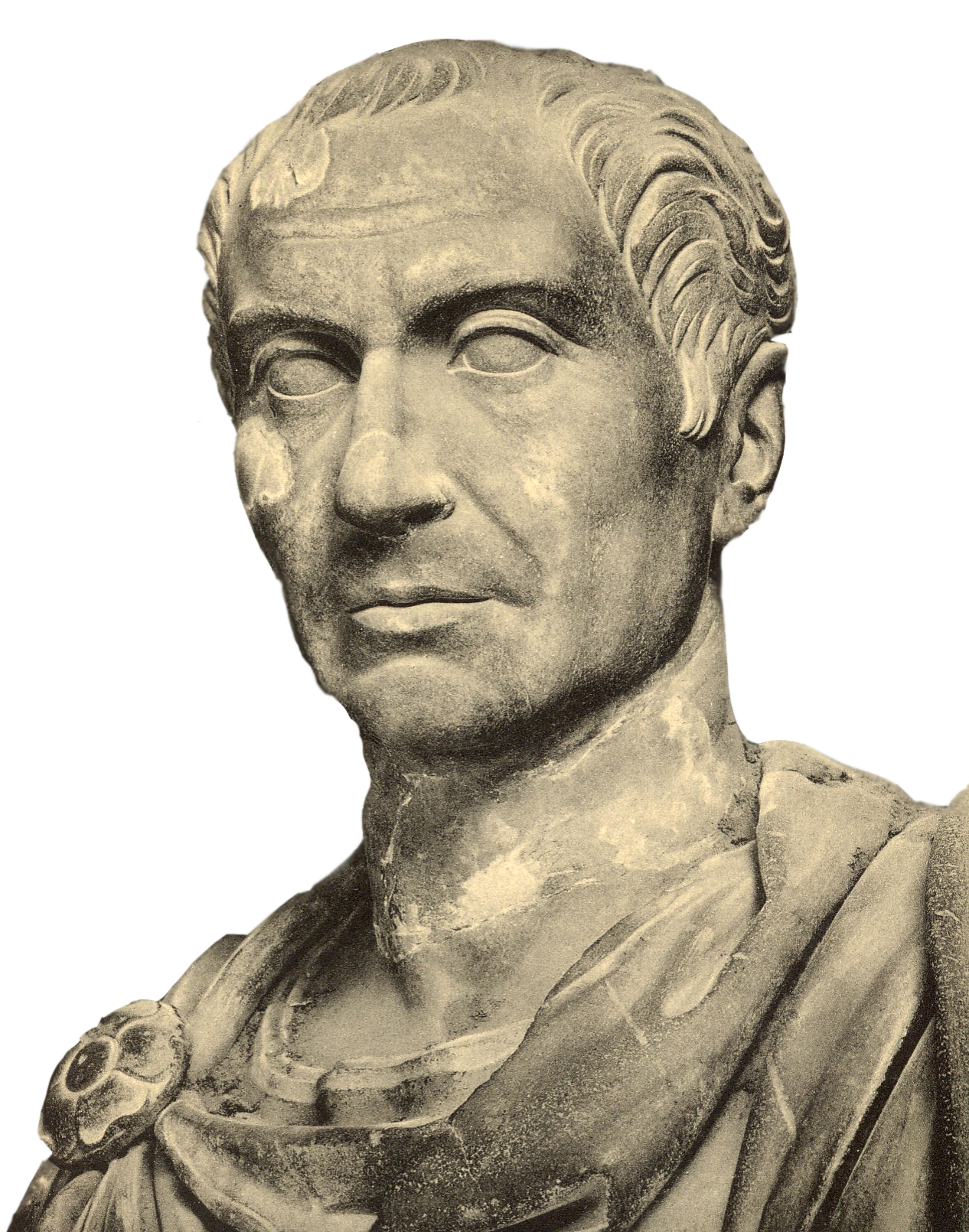
César.
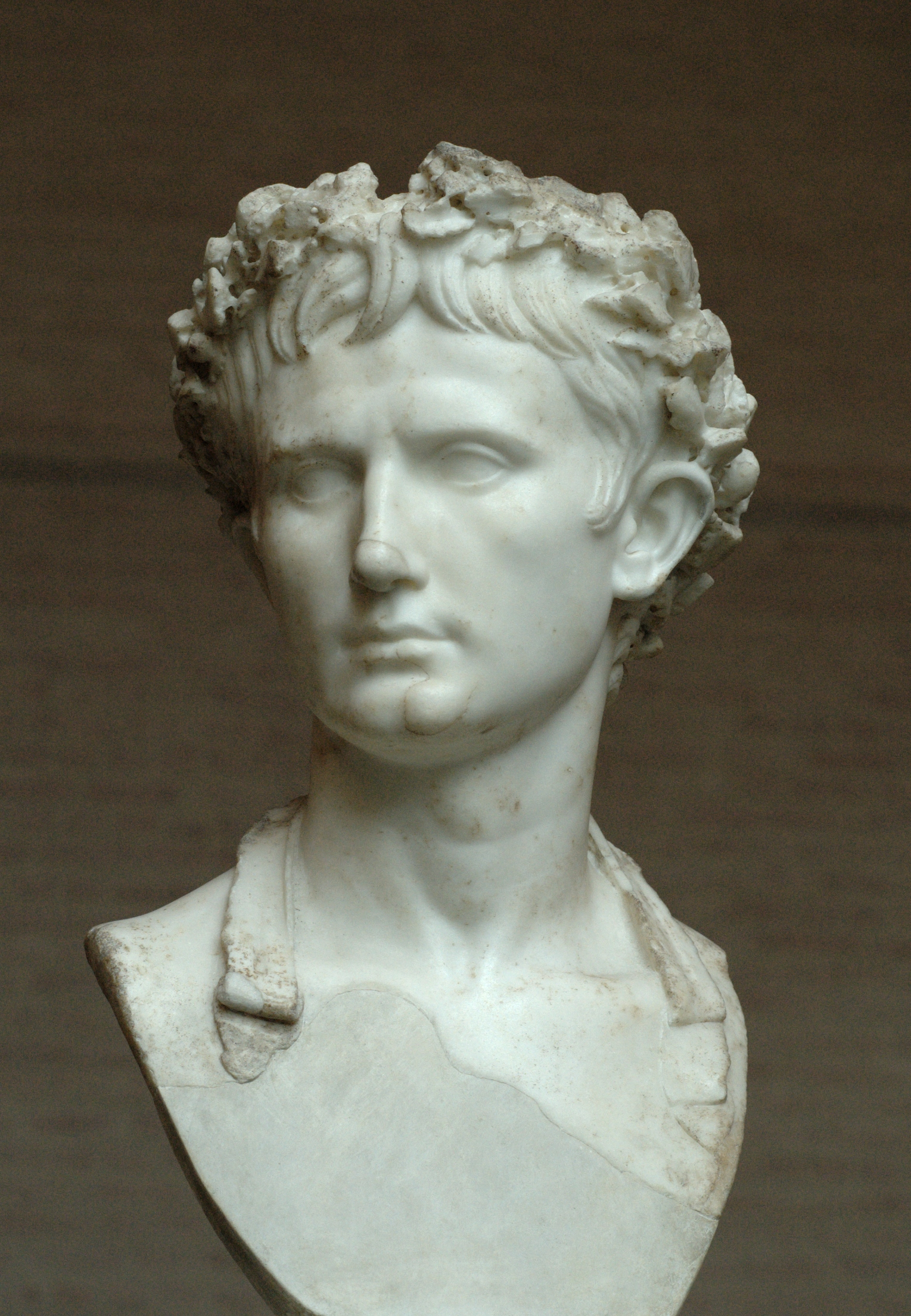
Augusto.

## "Padres de la patria" como parlamentarios
En la Edad Contemporánea, la expresión "padres de la patria" se identificó con la condición de los parlamentarios, no como título oficial, sino a efectos retóricos en cuanto "tutores" o padres putativos del pueblo ("hijo" o "pupilo"). En España se hizo así desde las Cortes de Cádiz (1810-1814) y continua haciéndose en la actualidad. En algunos países, como Perú o Guatemala, el término sirve para denominar a los parlamentarios.

## Padres fundadores en Estados Unidos

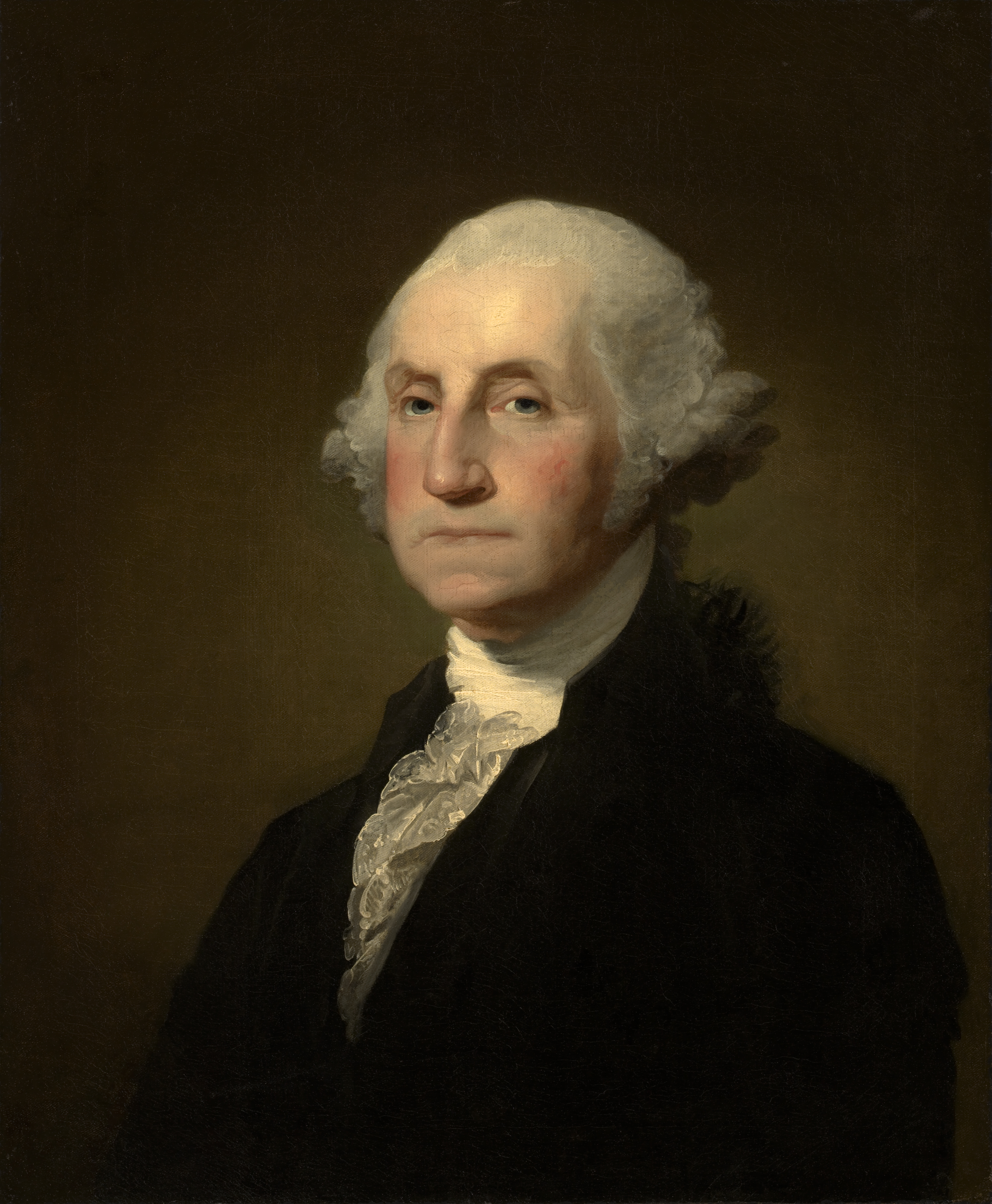
George Washington.
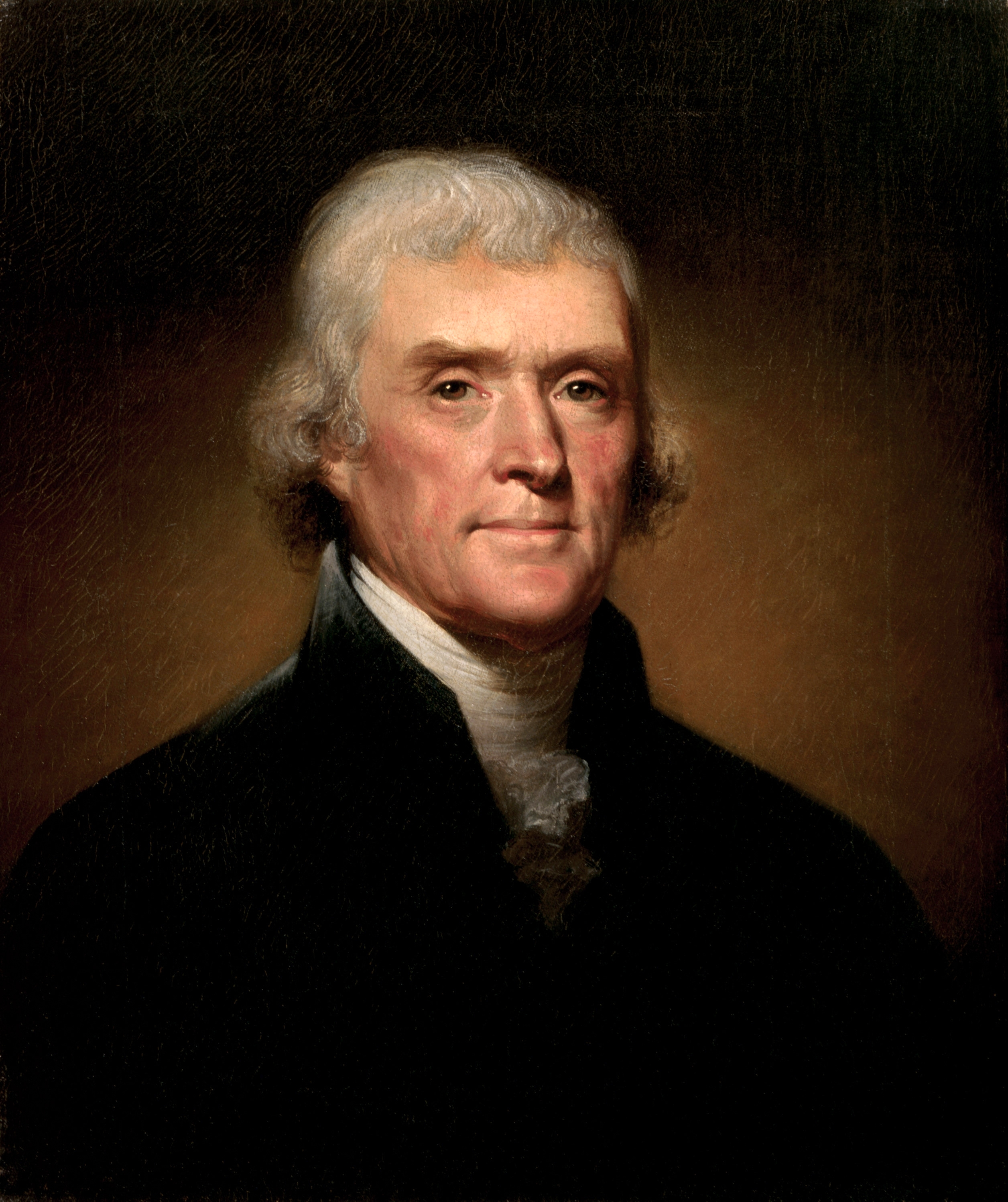
Thomas Jefferson.
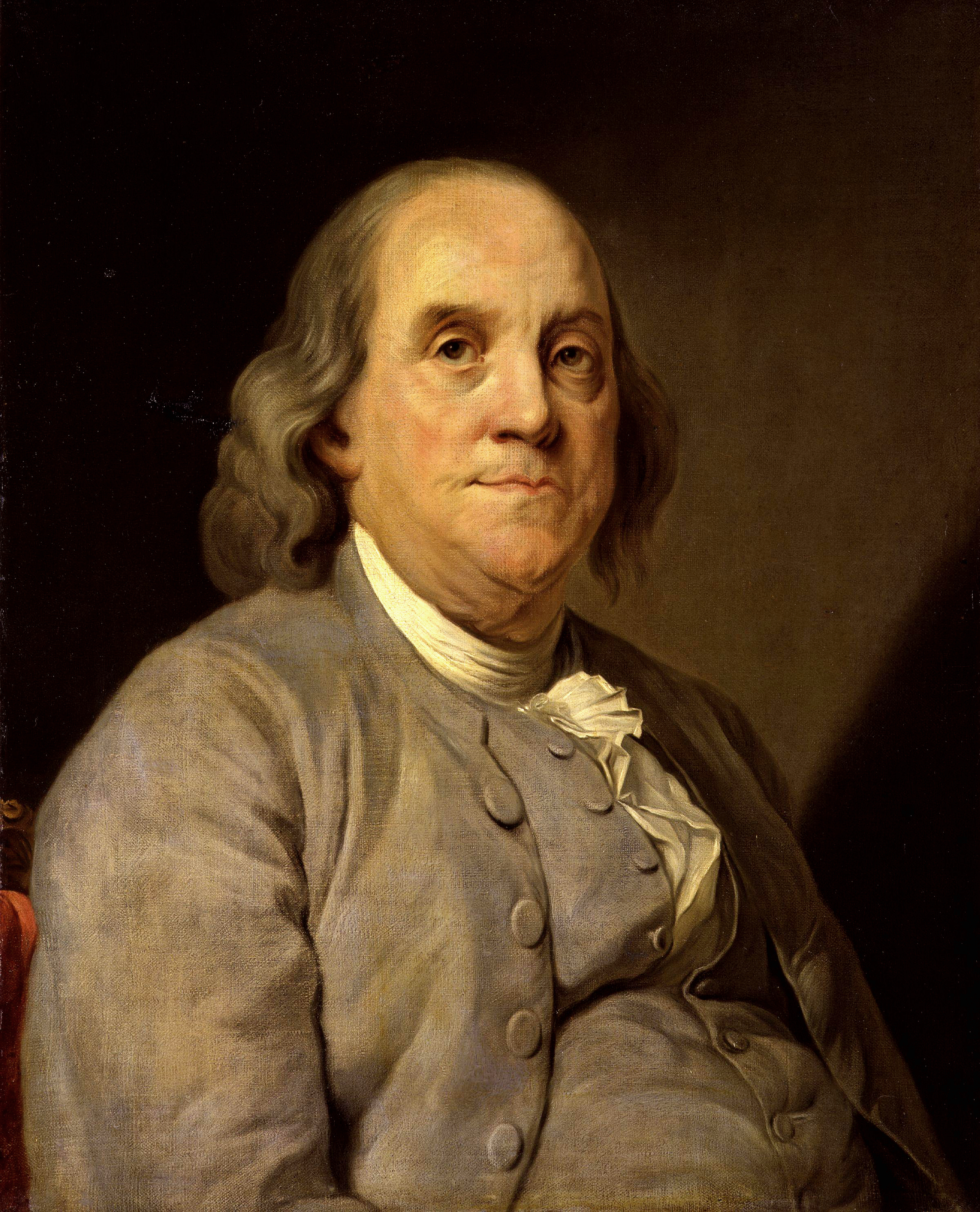
Benjamin Franklin.

## Libertadores en Hispanoamérica

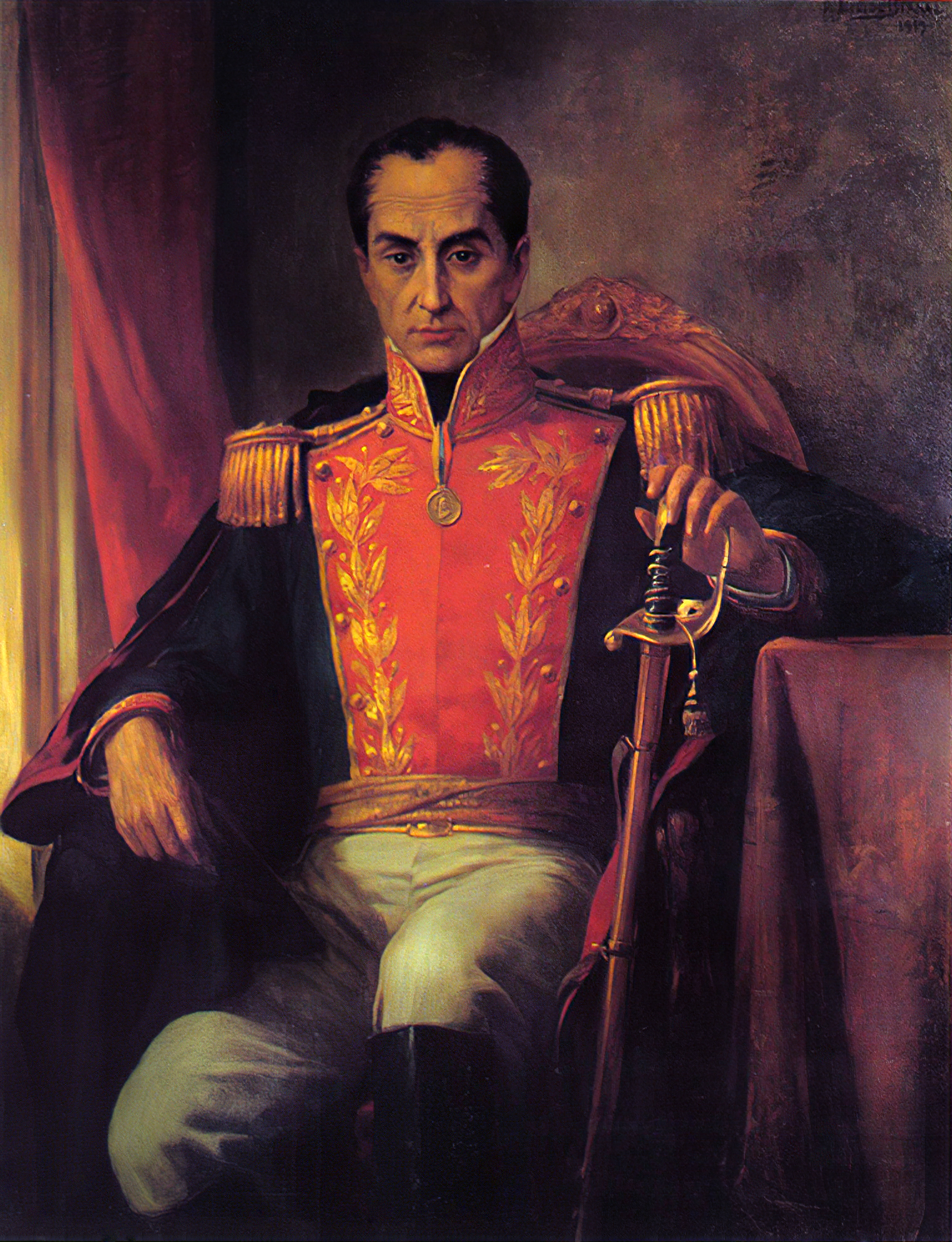
Simón Bolívar, libertador de Venezuela, Colombia, Panamá, Ecuador, Perú y fundador de Bolivia.
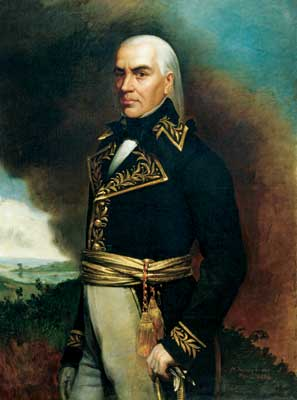
Francisco de Miranda, Primer General de Venezuela, participó en la Independencia de los Estados Unidos y en la Revolución Francesa, emancipador de la independencia de las colonias españolas en América, considerado el "venezolano más universal".
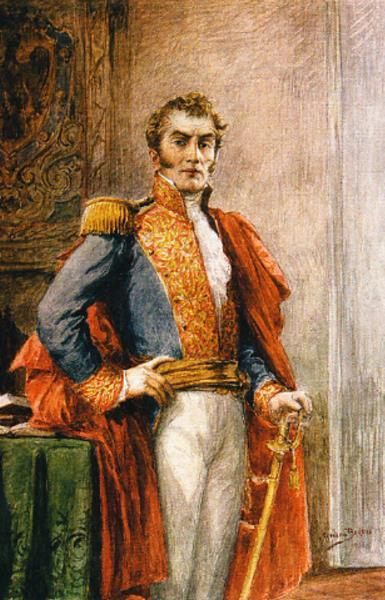
Antonio Nariño, Presidente de Cundinamarca, precursor de la Independencia en la Nueva Granada y Vicepresidente de la Gran Colombia.
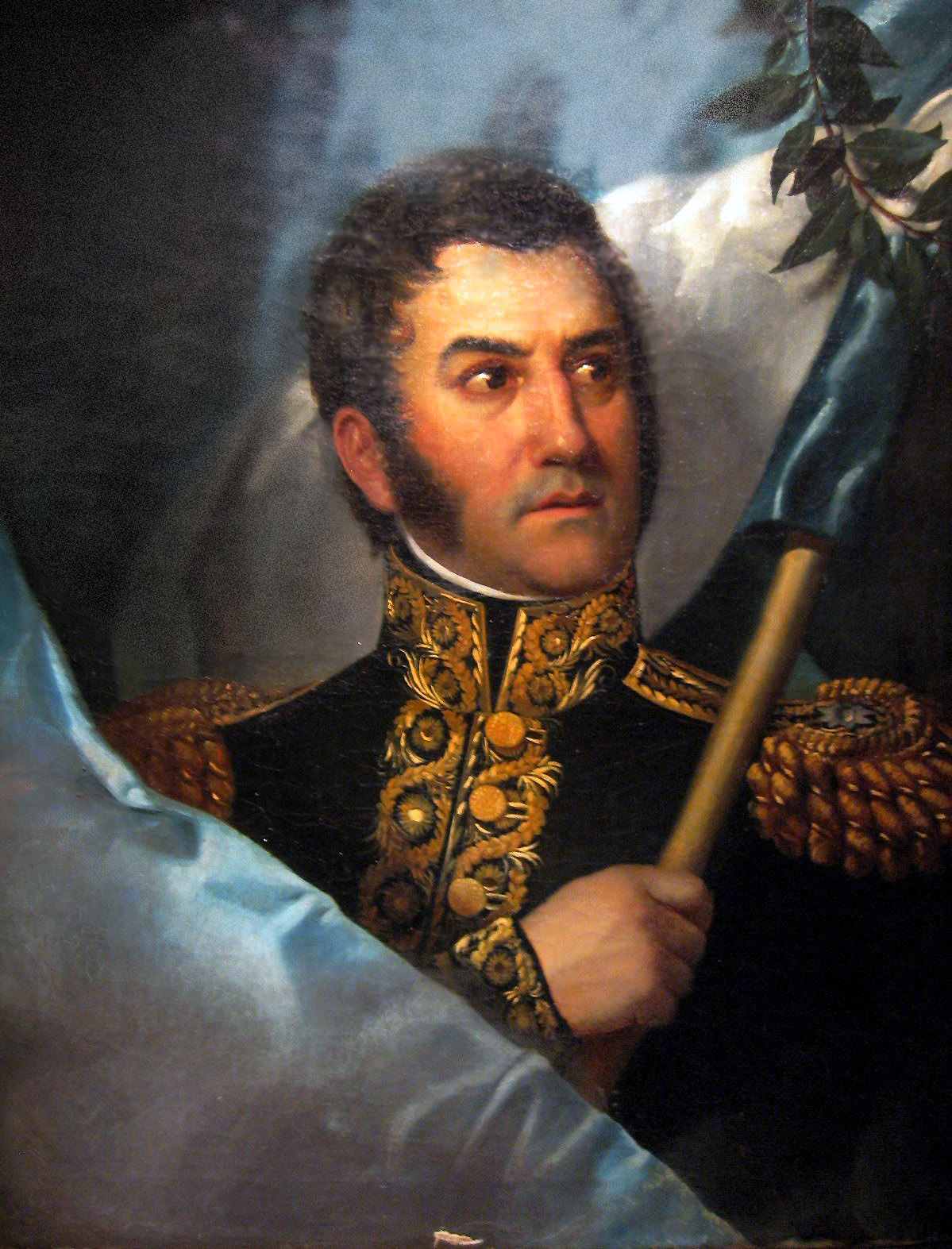
José de San Martín, Padre de la patria en Argentina y Libertador de Chile y Perú.
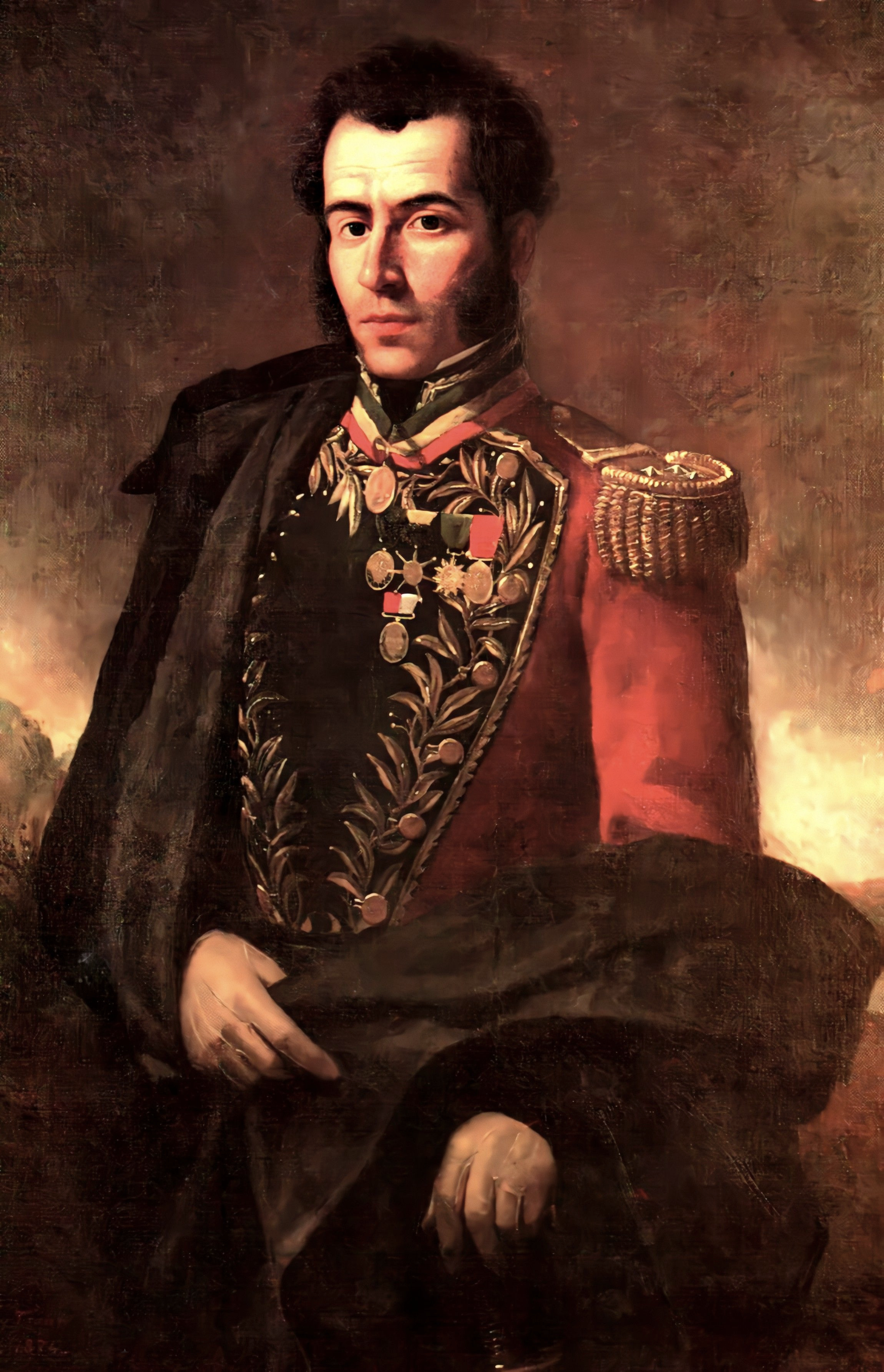
Antonio José de Sucre, militar y político venezolano, selló la independencia de Ecuador, derrotó al último bastión realista en la Batalla de Ayacucho y fue el segundo Presidente de Bolivia.
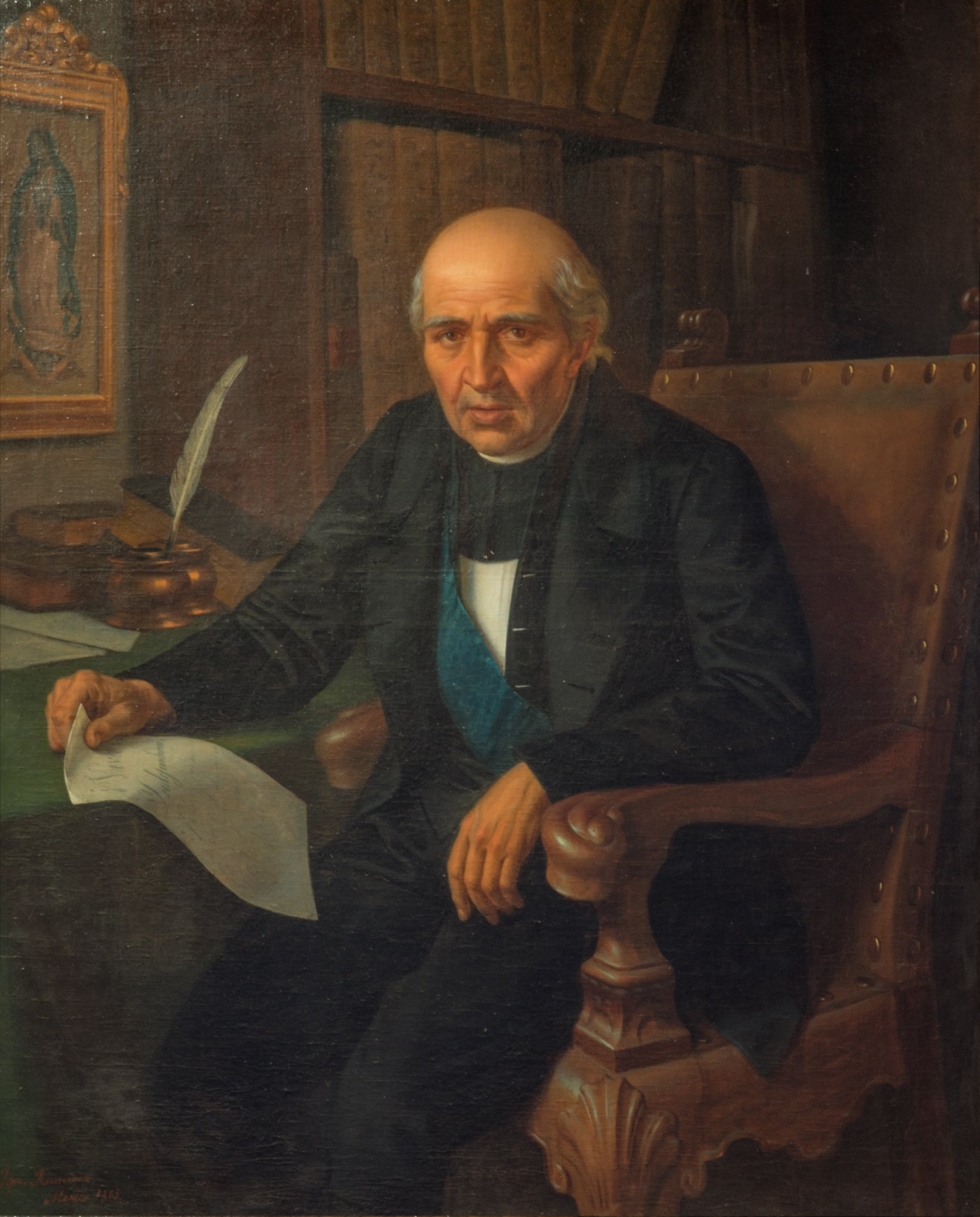
Miguel Hidalgo inició formalmente la independencia de la Nueva España (hoy México).
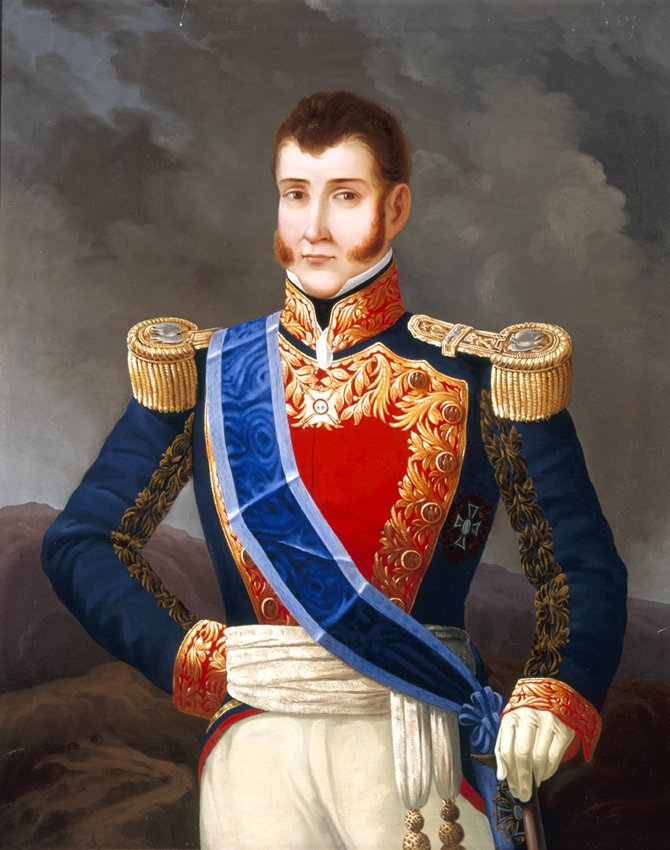
Agustín de Iturbide finalizó formalmente la independencia de México con los Tratados de Córdoba y el Acta de Independencia del Imperio Mexicano.
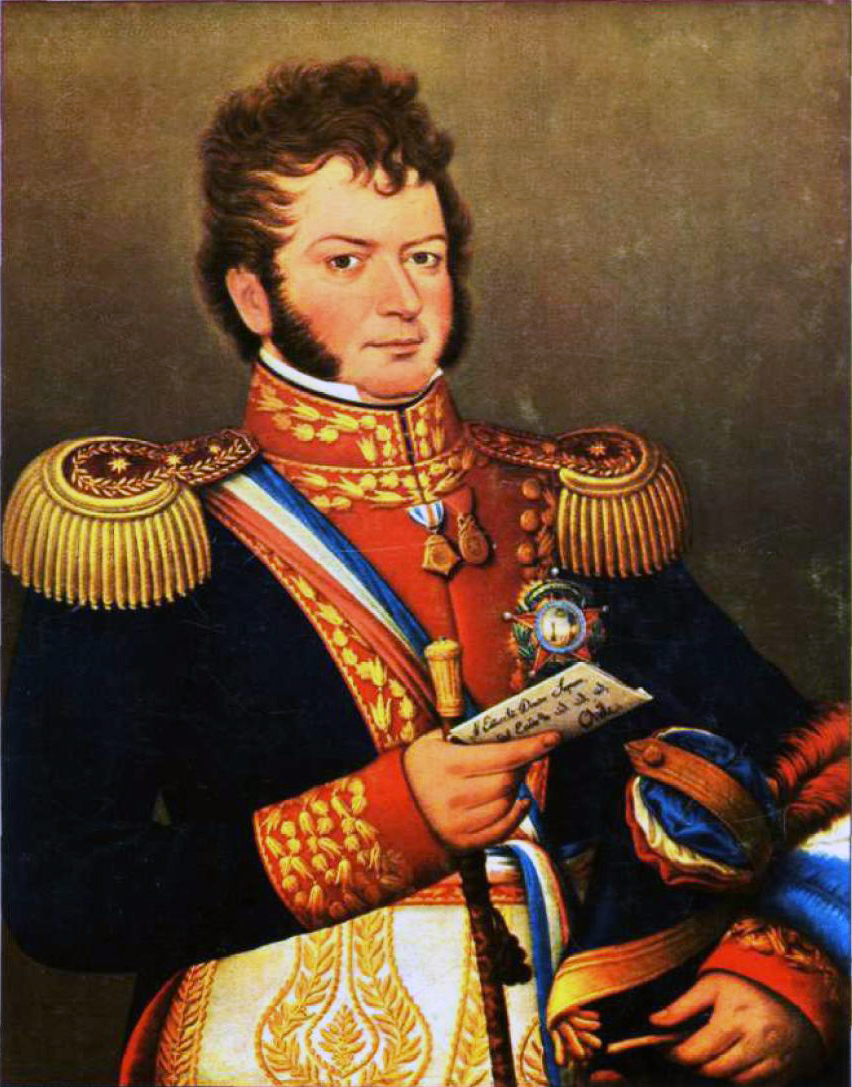
Bernardo O'Higgins, denominado Padre de la Patria en Chile, libertador de Chile, su gobierno fue el que financió la Expedición Libertadora del Perú.
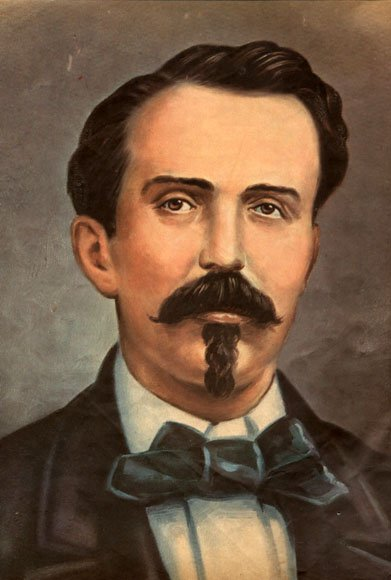
Carlos Manuel de Céspedes, Padre de la Patria de Cuba. Iniciador de las luchas independentistas en la isla en 1868.
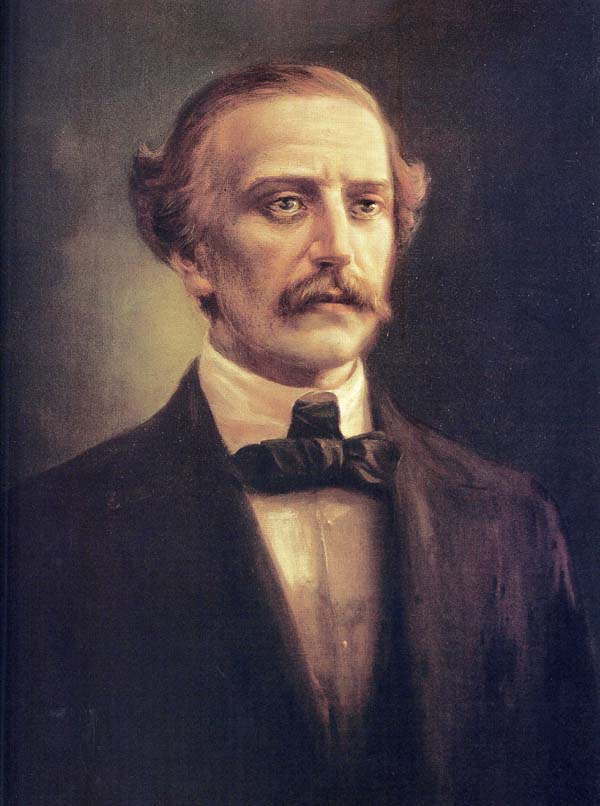
Juan Pablo Duarte, Considerado Padre de la patria y fundador de la República Dominicana. Ideó y presidió la organización político-militar clandestina La Trinitaria.
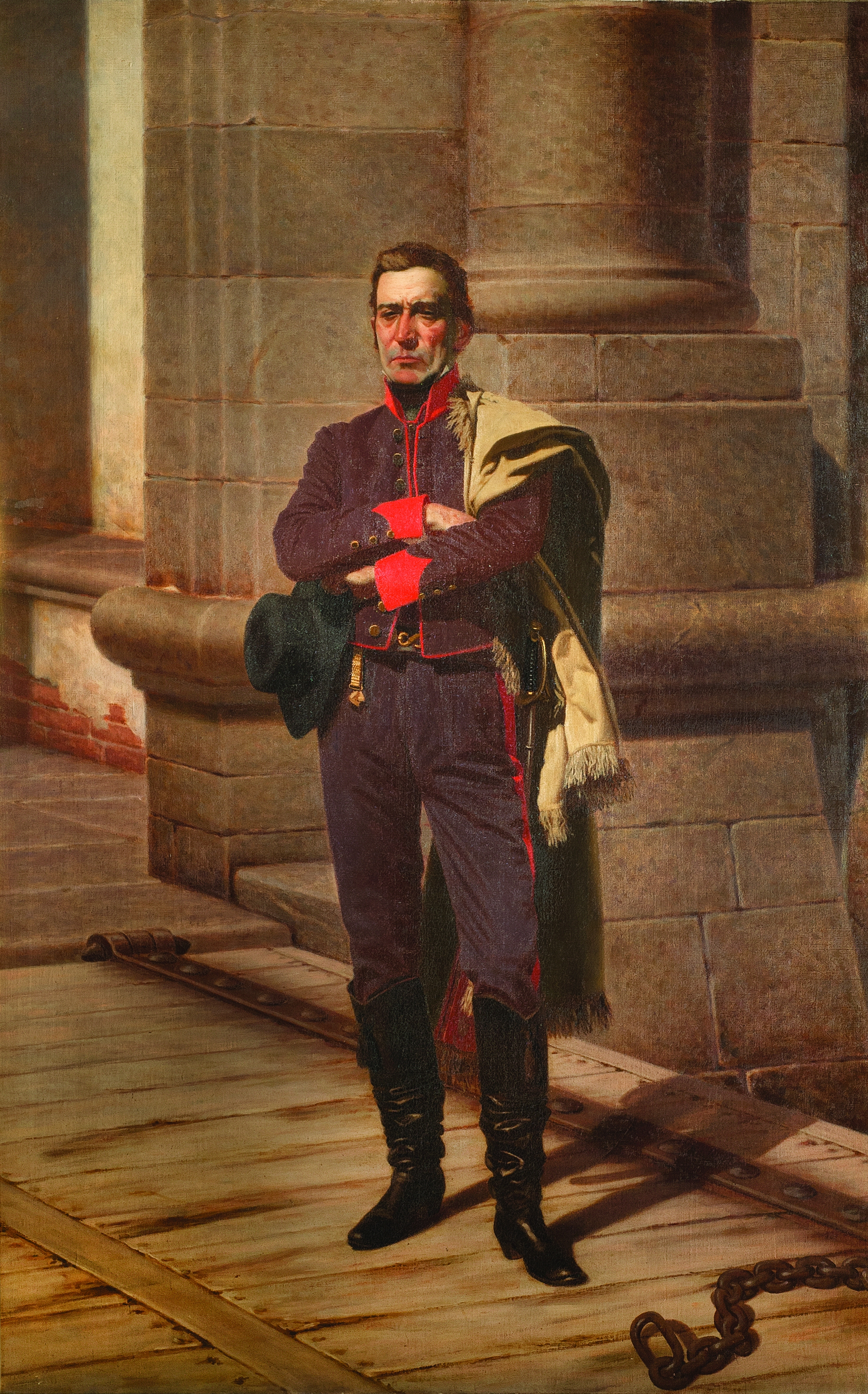
José Gervasio Artigas, héroe nacional y máximo prócer de la República Oriental del Uruguay.

## Padres Fundadores en la Unión Europea

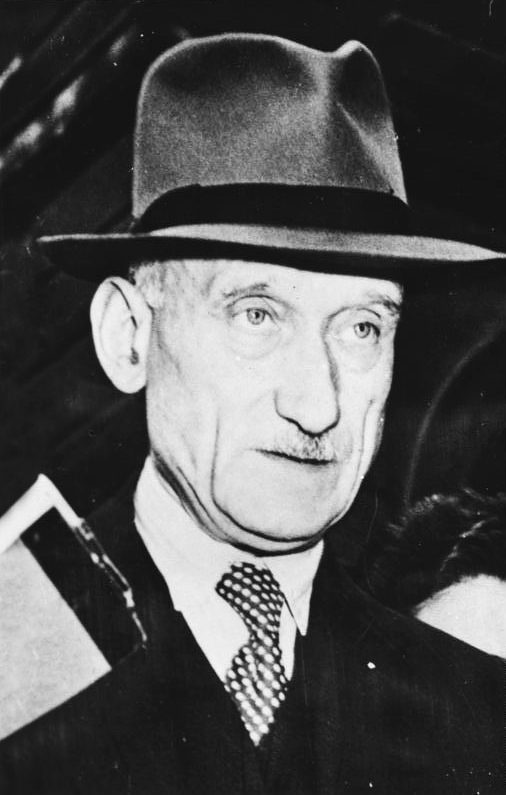
Robert Schuman
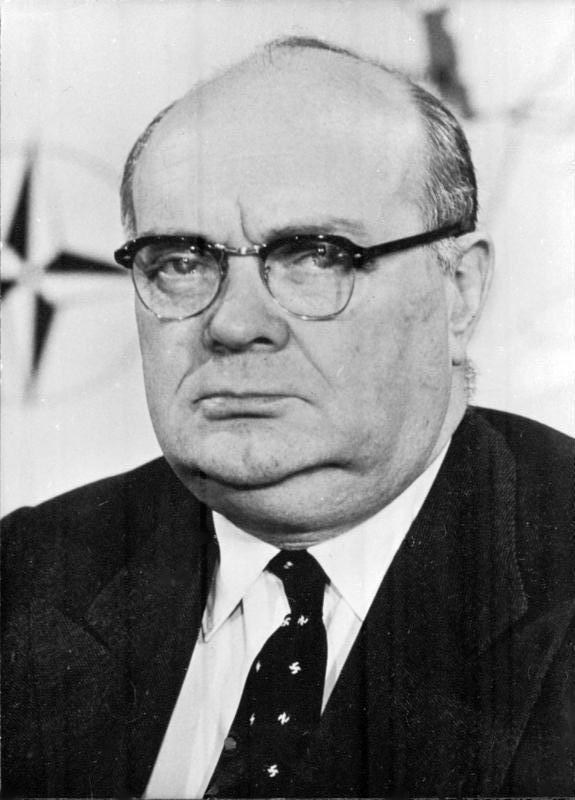
Paul-Henri Spaak
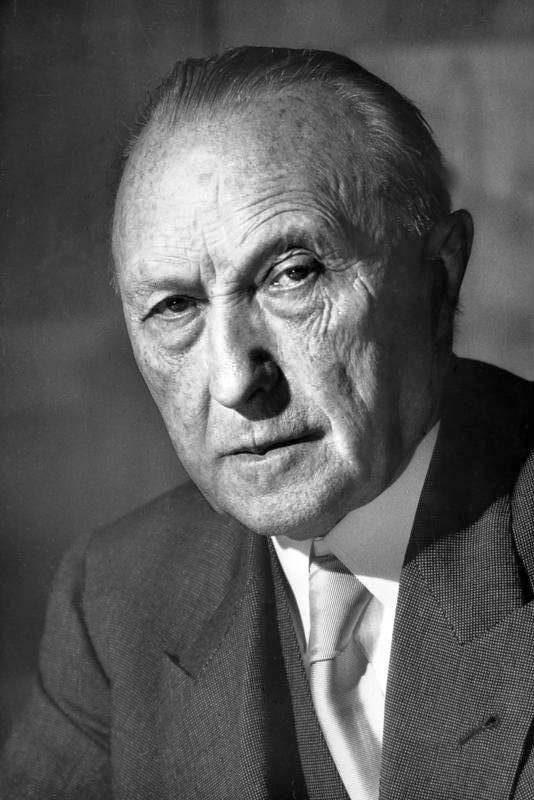
Konrad Adenauer
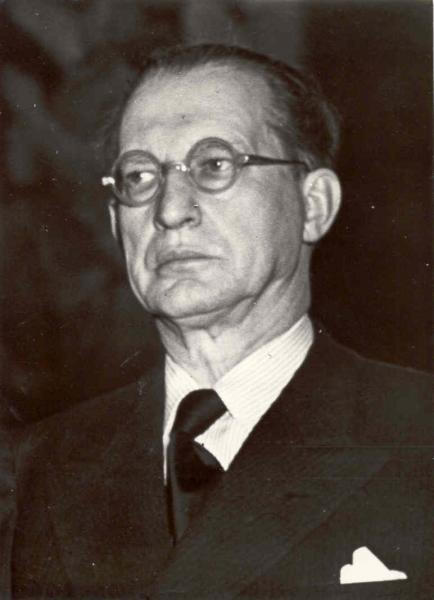
Alcide De Gasperi
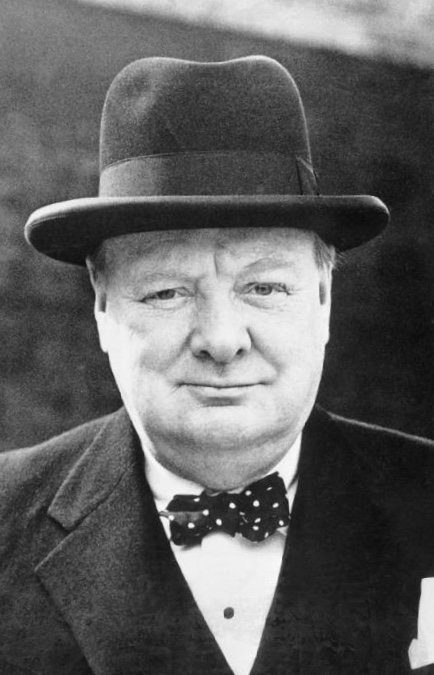
Winston Churchill
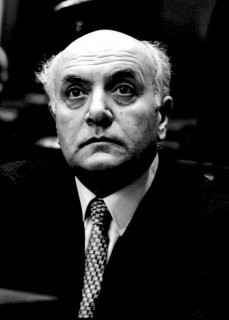
Altiero Spinelli

## Otros casos
Durante su período de mando en la Unión Soviética, Iósif Stalin se presentó a sí mismo como una figura paternal y fundamental en el desarrollo del país a la par de Vladímir Lenin. La estima que Stalin despertó en la mayor parte de la población era tal que su fallecimiento produjo avalanchas humanas con numerosas víctimas para presenciar su féretro expuesto en la Sala de las Columnas de Moscú. Pasados solamente algunos años, sin embargo, tras la llegada de Nikita Jruschchov al cargo de Secretario general del PCUS, empleó un gran uso de propaganda revisionista, ejemplificado en su discurso en el XX congreso del PCUS, autodenominado por él, como "Acerca del Culto a la personalidad y sus consecuencias", donde tergiversó actos ejercido como su represión política y gracias a la amnistía política con presos, mancharon el legado estalinista; el cuerpo de Stalin fue retirado del mausoleo en donde había sido colocado junto a Lenin, principal fundador de la Unión Soviética.
Éamon de Valera, tres veces jefe de Gobierno en la República de Irlanda fue considerado por muchos irlandeses como «Padre de la Nación», pero una revaluación de su reputación desde los años 1980 ha puesto el foco de atención en otros líderes, como Michael Collins.
Padre de la Nación (بابائے قوم) es el título oficial otorgado a Muhammad Ali Jinnah en Pakistán tras la independencia de la patria desde Reino Unido en 1947.
Nelson Mandela, tras combatir al apartheid racial que sufría Sudáfrica y recuperar a esta nación africana de la crisis étnica, es considerado Padre de la Patria.
Mustafa Kemal Atatürk, Atatürk significa «Padre de los Turcos» es considerado padre de la República de Turquía, después de haber modernizado al país durante los años 1920 y 1930.
Padre de la Nación es el título oficial dado a Mahatma Gandhi en la India (राष्ट्रपिता) y a Sun Yat-sen en la China taiwanesa (國父).
El borrador de la constitución de Afganistán en 2003, elaborado bajo la presidencia de Hamid Karzai, concedió explícitamente el título de «padre de la nación» a Mohamed Zahir Shah, el rey depuesto de Afganistán.
El Emperador Meiji gobernó Japón durante casi 40 años (Restauración Meiji), y modernizó al país convirtiéndolo en una potencia mundial, dejando de ser una nación rural, sin industria y atrasada.

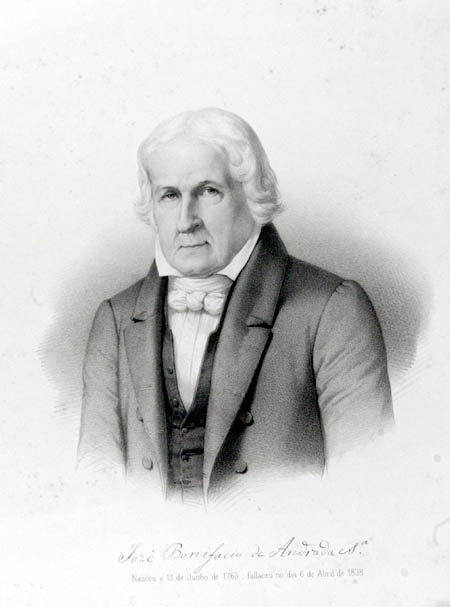
José Bonifácio, Patriarca de la Independencia de Brasil.
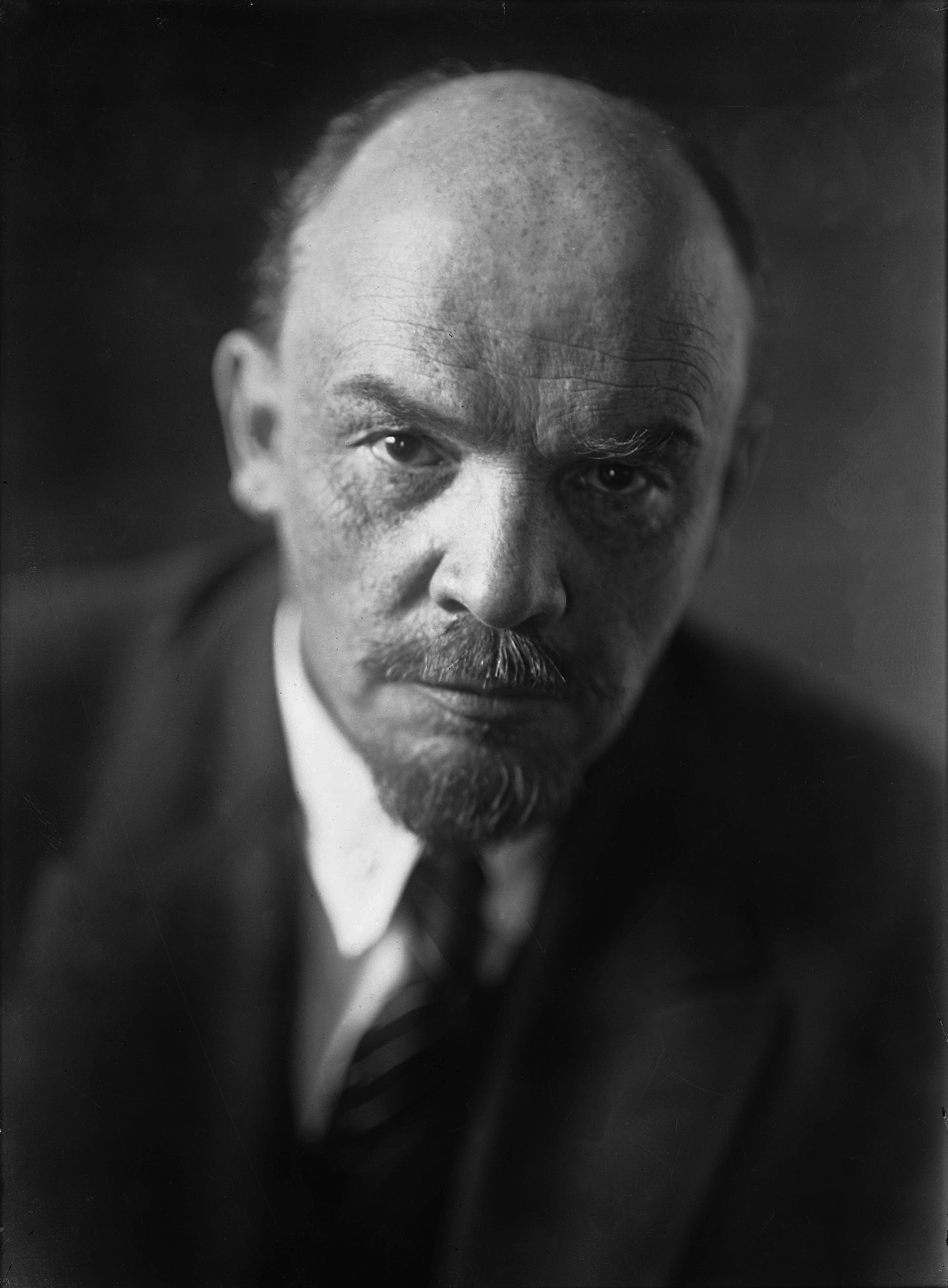
Lenin.
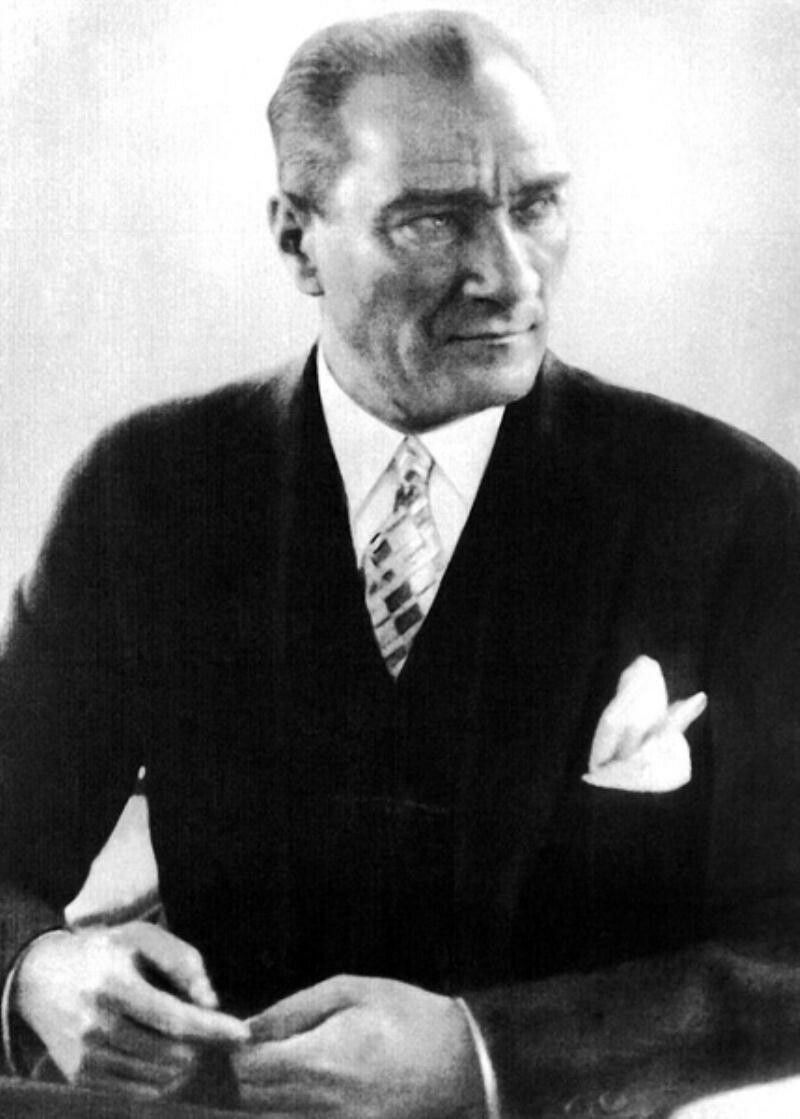
Atatürk.
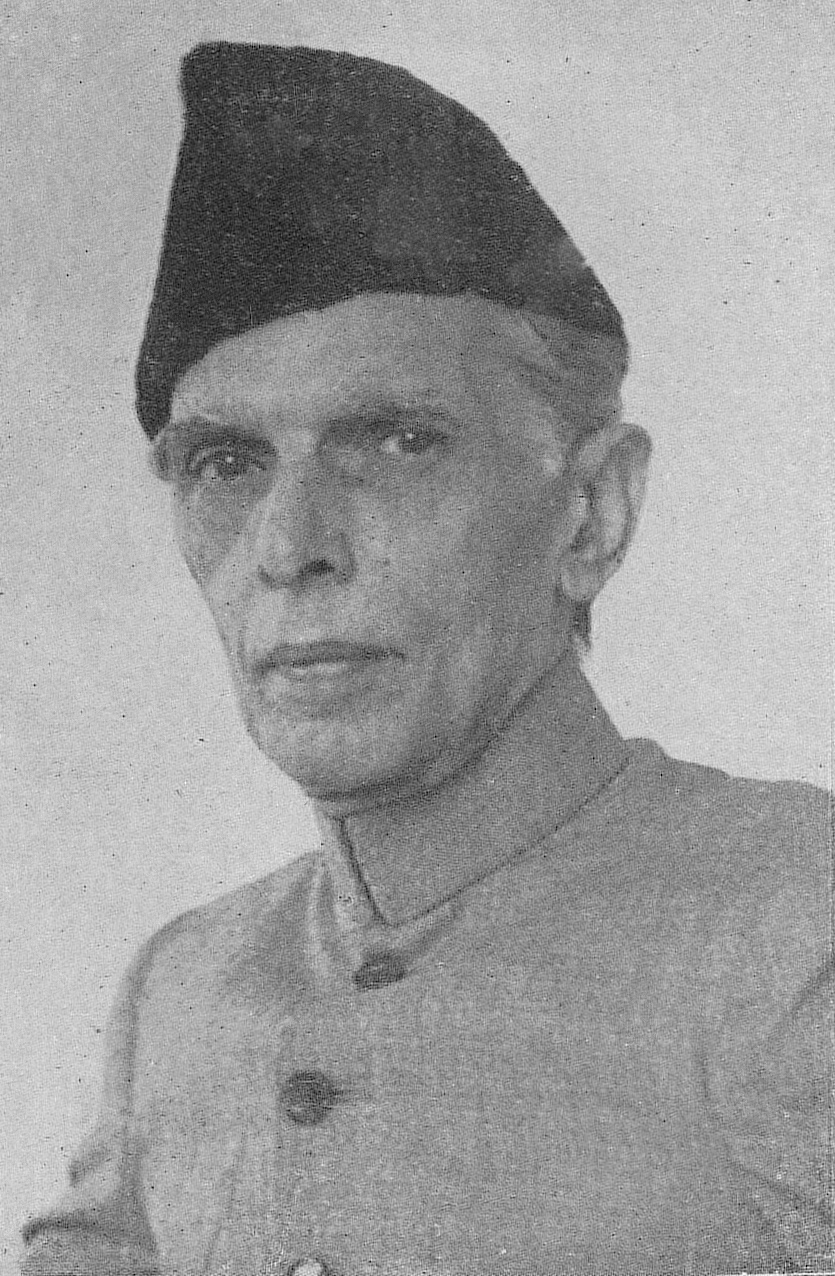
Jinnah.
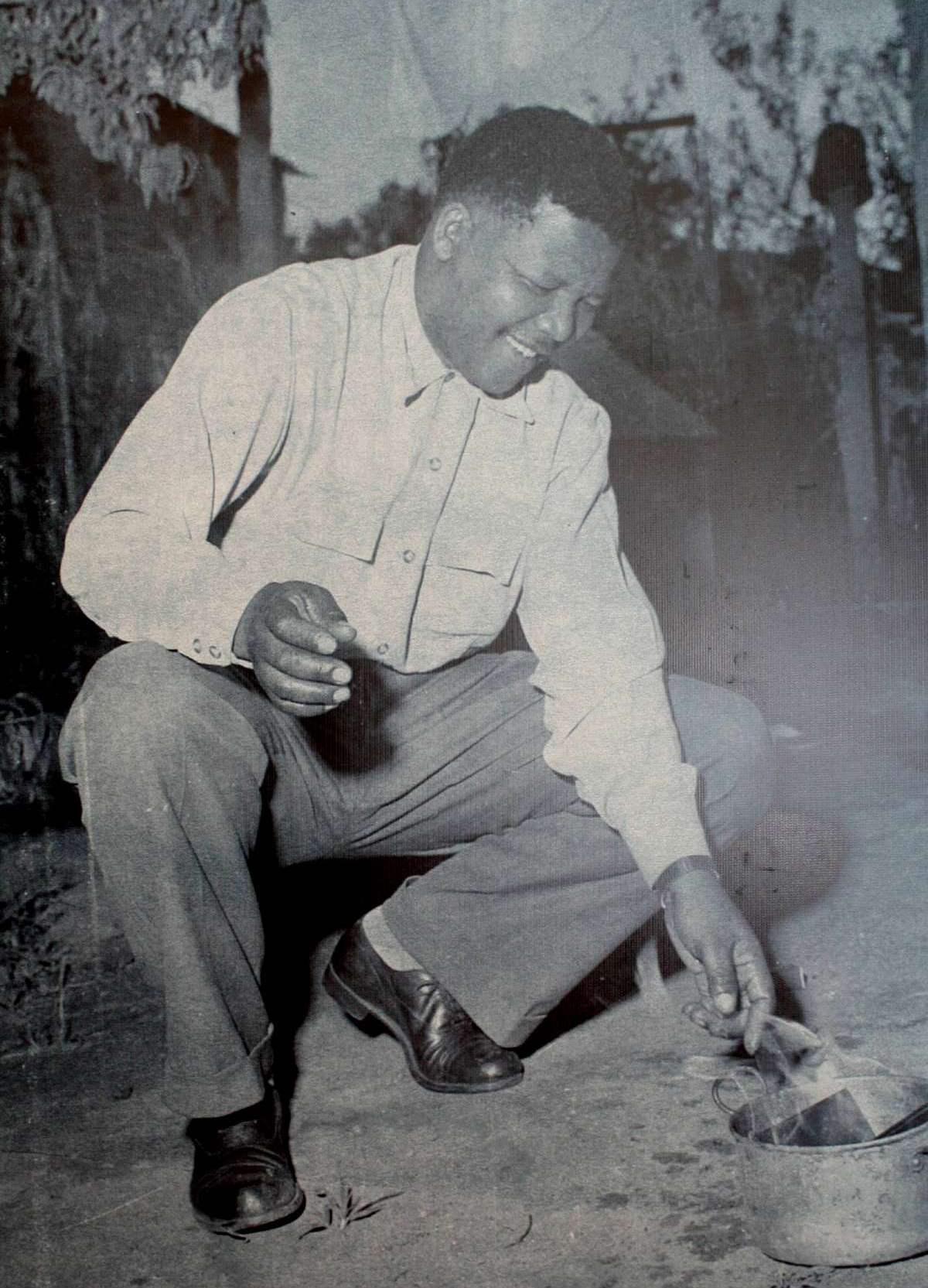
Nelson Mandela.
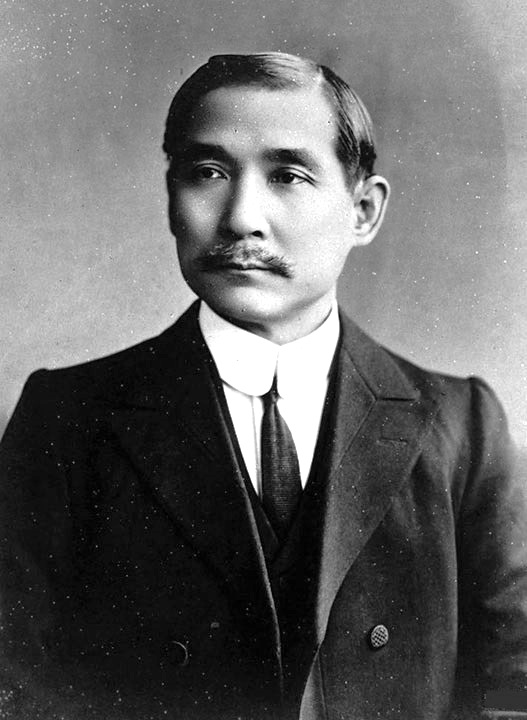
Sun Yat Sen.
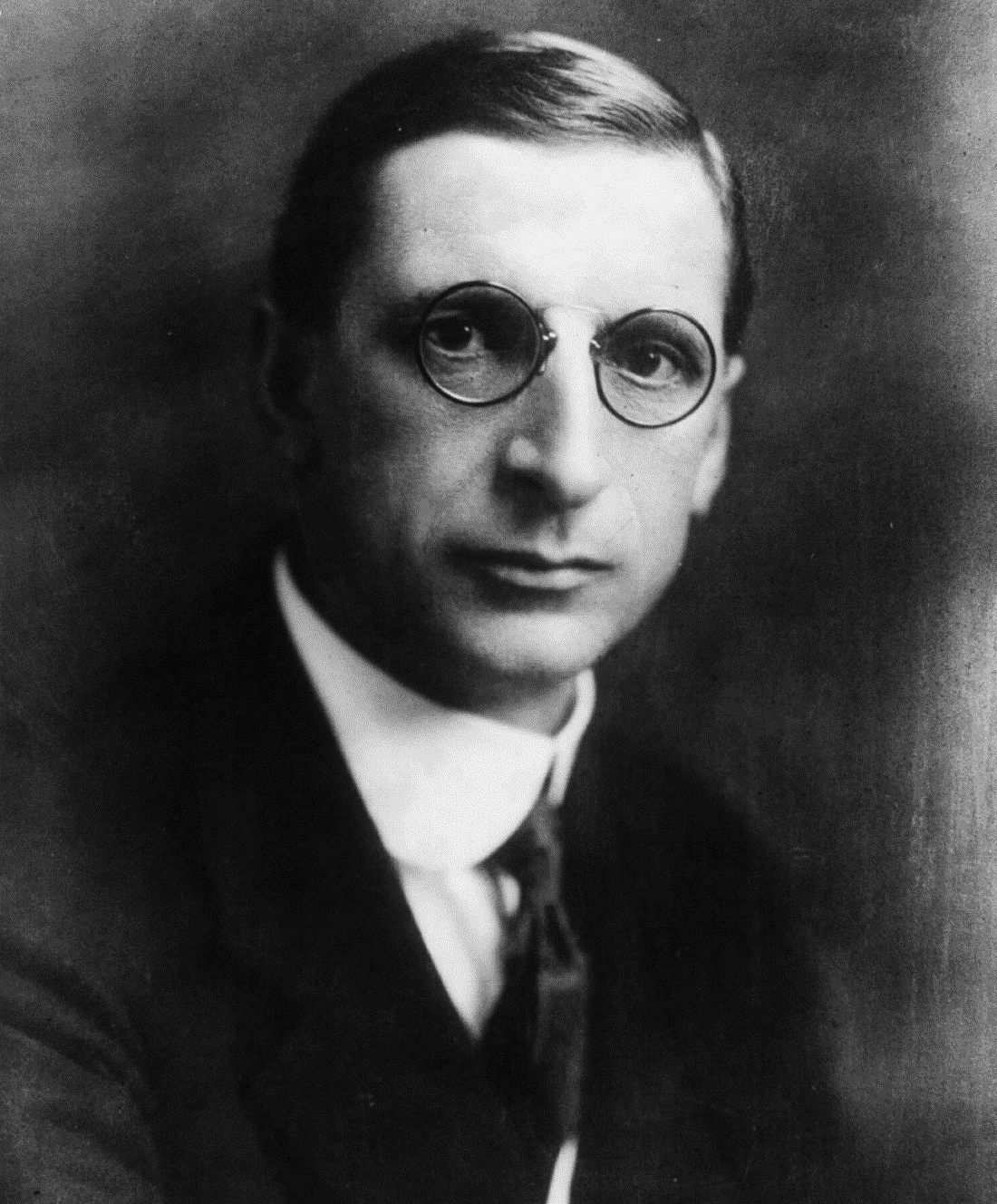
De Valera.
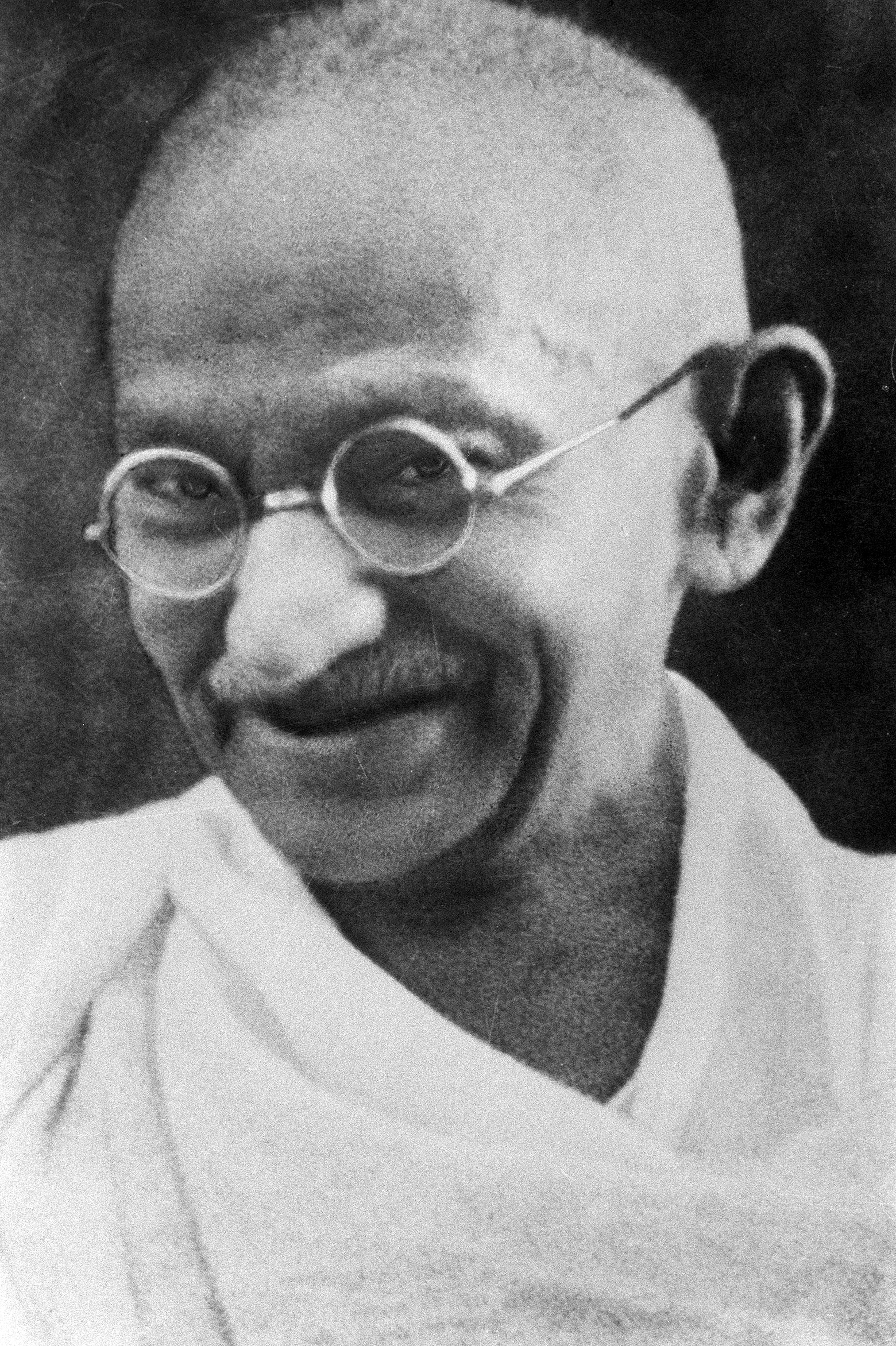
Gandhi.
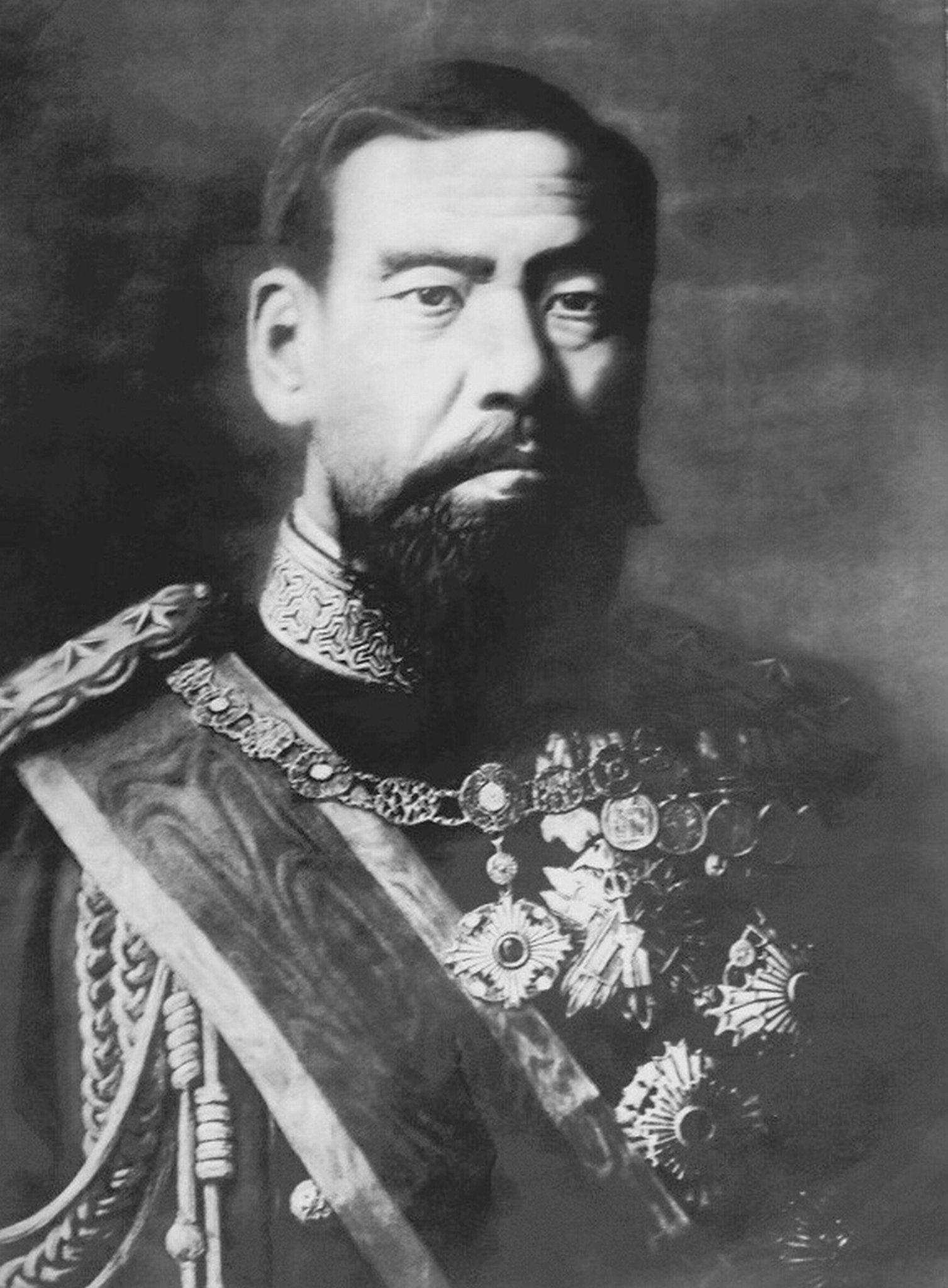
Emperador Meiji.
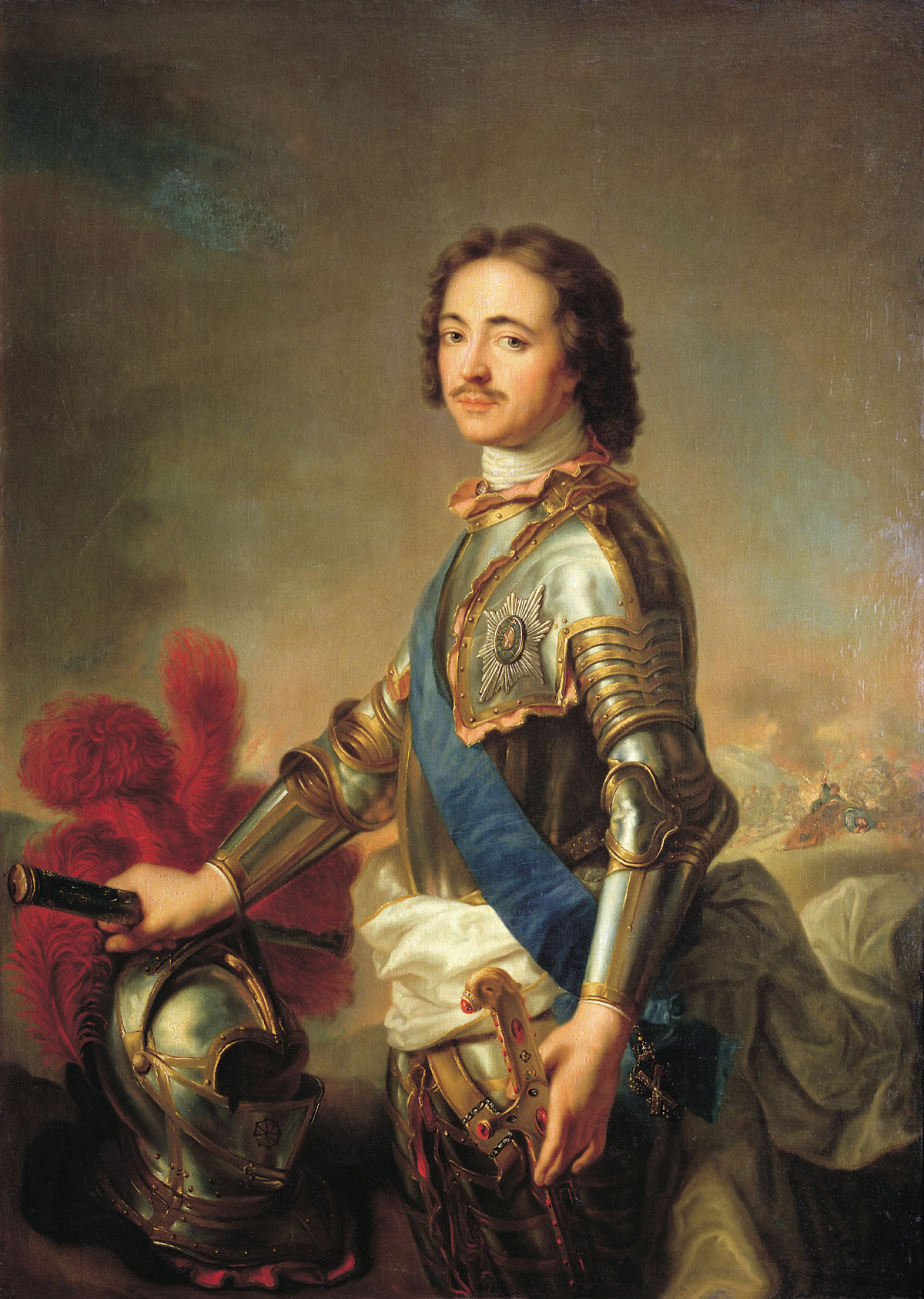
Pedro I el Grande, elevó a Rusia a una gran potencia económica.

## Listado de padres de la patria
| Región o país                   | Persona / s | Título (idioma natal) | Título (español) |
| ------------------------------- | --- | --- | --- |
| Afganistán                      | Ahmad Shah Durrani | احمدشاه بابا (Ahmad Shāh Bābā) / د ننني افغانستان پلار | Padre Rey Ahmad / Padre del Afganistán Moderno                                                                                            |
| Afganistán                      | Mohamed Zahir Shah | د ملت پالر | Padre de la Nación |
| Albania                         | Skanderbeg | Ati i Kombit | Padre de la Nación |
| Albania                         | Ismail Qemali | Hero i popullit të Shqipërisë | Héroe del Pueblo de Albania |
| Alemania                        | Otón I de Sajonia | Otto der Große | Otón el Grande |
| Alemania                        | Federico de Hohenstaufen | Rotbart | Barbarroja |
| Imperio alemán                  | Guillermo I de Alemania y Otto von Bismarck | Káiser / Kanzler | Emperador / Canciller |
| Alemania nazi                   | Adolf Hitler | Der Führer | El Líder |
| Andorra                         | Carlomagno | | Padre de Europa |
| Angola                          | António Agostinho Neto | Pai da Pátria/Fundador da Nação | Padre de la Patria/Fundador de la Nación                                                                                                  |
| Arabia Saudita                  | Abdelaziz bin Saud | والد الأمة (walid al'umm)/المؤسس (Al-Moa'sis) | Padre de la Nación/El Fundador |
| Argelia                         | Ferhat Abbas | | |
| Argentina                       | Cornelio de Saavedra | Padre del Regimiento de Patricios | Primer Presidente del Gobierno Patrio |
| Argentina                       | Manuel Belgrano | El varón más justo y virtuoso de la República | Padre de la Enseña Patria |
| Argentina                       | José de San Martín | El Libertador El Santo de la Espada | Padre de Argentina, Libertador de Chile y Perú                                                                                            |
| Argentina                       | Juan Martín de Pueyrredón | Padre del Regimiento de Húsares | Primer Gobernante Argentino y Padre de la Independencia Nacional                                                                          |
| Argentina                       | Guillermo Brown | Padre de la Armada Argentina | Padre de la Patria en el Mar |
| Argentina                       | Martín Miguel de Güemes | Caudillo de la Guerra Gaucha y Mártir de la Emancipación | Padre de la Patria al Norte |
| Argentina                       | Juan Manuel de Rosas | Restaurador de las Leyes y Héroe del Desierto Cancilller plenipotenciario de la Confederación Argentina | Padre de la Segunda Independencia Nacional                                                                                                |
| Armenia                         | Hayk El Grande | Նահապետ (Nahapet) | El Patriarca |
| Armenia                         | Aram Manukian | Հանրապետության հիմնադիրը (Hanrapetut’yan himnadiry) | Fundador de la República |
| Australia                       | Henry Parkes | Father of Federation | Padre de la Federación |
| Australia                       | Edmund Barton | | |
| Azerbaiyán                      | Mammad Amin Rasulzadeh | | |
| Bahamas                         | Lynden Pindling | | |
| Belice                          | George Cadle Price | Father of the Nation/Man of Peace | Padre de la Nación/El Hombre de la Paz |
| Bangladés                       | Sheikh Mujibur Rahman | বঙ্গবন্ধু (Bangabandhu) | Amigo de Bengala |
| Birmania                        | Aung San | ဗိုလ်ချုပ်စျေး (Bogyoke) | Generalísimo |
| Birmania                        | Aung San Suu Kyi | ဒေါ် (Daw)/ဒေါ်စု (Daw Suu)/မိခင်ဒေါ်အောင် (Amay Suu) | La Dama/La Dama Suu/Madre Suu |
| Bolivia                         | Pedro Domingo Murillo | Precursor de la independencia de Bolivia | Precursor de la independencia de Bolivia                                                                                                  |
| Bolivia                         | Simón Bolívar | El Libertador | Libertador de Colombia, Ecuador, Perú y Venezuela                                                                                         |
| Bolivia                         | Antonio José de Sucre | Gran Mariscal de Ayacucho | Primer Presidente de la República |
| Bolivia                         | Andrés de Santa Cruz | Gran Mariscal de Zepita | Supremo Protector |
| Bosnia y Herzegovina            | Alija Izetbegović | | |
| Botsuana                        | Seretse Khama | Ntate ya Lefatshe | Padre de la Nación |
| Brasil                          | Pedro I de Brasil | Libertador do Brasil | Libertador de Brasil |
| Brasil                          | María Leopoldina de Austria | A Conspiradora de São Cristóvão | La Conspiradora de San Cristóbal |
| Brasil                          | José Bonifácio de Andrada e Silva | Patriarca da Independência | Patriarca de la Independencia |
| Brasil                          | Joaquim Gonçalves Ledo | O Articulador | El Articulador |
| Brunéi                          | Omar Ali Saifuddien III | Arkitek Brunei Moden | Arquitecto del Brunéi Moderno |
| Bután                           | Shabdrung Ngawang Namgyal | Shabdrung Rinpoche | El Precioso ante Quien que nos postramos                                                                                                  |
| Cabo Verde                      | Amílcar Cabral | Pai da independência Caboverdiana | Padre de la independencia caboverdiana |
| Camboya                         | Norodom Sihanouk | ព្រះករុណា ព្រះបាទសម្ដេចព្រះ នរោត្តម សីហនុ ព្រះមហាវីរក្សត្រ ព្រះវររាជបិតាឯករាជ្យ បូរណភាពទឹកដី និងឯកភាពជាតិខ្មែរ (preahkrounea preahbat samdechapreah nrottam seih nou preah mha viroksaatr preah vorreach beta ekreachy bauronphaptukdei ning ekpheapchate khmer) | Su Majestad el Grande y Heroico Rey Norodom Sihanouk, Padre de la Independencia, la Integridad Territorial y la Unidad Nacional de Jemer. |
| Camerún                         | Ahmadou Ahidjo | | |
| Canadá                          | John Alexander Macdonald | Father of Confederation | Padre de la Confederación |
| Cataluña                        | Wilfredo I de Barcelona | Guifré el Pilós | Wilfredo el Velloso |
| Chad                            | Félix Éboué | | |
| Chad                            | François Tombalbaye | | |
| República Popular China         | Mao Tse-Tung | 伟大的舵手 (Wěidà de duòshǒu) | El Gran Timonel |
| República de China              | Sun Yat Sen | 國父 (Guófù) / 革命先行者 (Gémìng xiānxíngzhě) | Padre de la nación / Pionero de la Revolución Democrática                                                                                 |
| Imperio chino                   | Qin Zheng | 始皇帝 (Shi Huangdi) | El Primer Emperador |
| Chile                           | Bernardo O'Higgins Riquelme | Libertador | Libertador de la República y Primer Director Supremo                                                                                      |
| Chile                           | José Miguel Carrera | Príncipe de los Caminos | Presidente de la Patria Vieja |
| Chile                           | Manuel Rodríguez Erdoíza | Húsar de la Muerte | |
| Chile                           | Ramón Freire | | Tercer Director Supremo |
| Chile                           | Diego Portales | Organizador de la República | Padre de la Constitución |
| Chipre                          | Makarios III | Εθνάρχης (Ethnárchis) | Etnarca |
| Colombia                        | Simón Bolívar | El Libertador | Libertador de Colombia, Ecuador, Perú y Venezuela                                                                                         |
| Colombia                        | Francisco de Paula Santander | El Hombre de las Leyes/Organizador de la Victoria | El Hombre de las Leyes/Organizador de la Victoria                                                                                         |
| Colombia                        | Antonio Nariño | Precursor de la Independencia | Precursor de la Independencia |
| Corea del Norte                 | Kim Il-sung | 위대한 수령 (widaehan sulyeong)/공화국의 영원한 주석 (gonghwagug-ui yeong-wonhan juseog) | El Gran Líder/El Presidente Eterno de la República                                                                                        |
| Corea del Sur                   | Kim Koo | 민족의 스승 (minjog-ui seuseung) | El Gran Maestro de la nación |
| Corea del Sur                   | Syngman Rhee y Park Chung-hee | | |
| Costa de Marfil                 | Félix Houphouët-Boigny | Père de l'Indépendance de la Côte d'Ivoire / Le Vieux | Padre de la Independencia de Costa de Marfil / El Viejo                                                                                   |
| Costa Rica                      | Braulio Carrillo Colina | Arquitecto del Estado Costarricense | Arquitecto del Estado Costarricense |
| Costa Rica                      | Juan Mora Fernández | Jefe de Estado constitucional | Jefe de Estado constitucional |
| Costa Rica                      | José María Castro Madriz | Fundador de la República | Fundador de la República |
| Costa Rica                      | Juan Rafael Mora Porras | Héroe y Libertador de la República de Costa Rica | Héroe y Libertador de la República de Costa Rica                                                                                          |
| Croacia                         | Franjo Tuđman | Otac Nacije | Padre de la Nación |
| Cuba                            | Carlos Manuel de Céspedes y José Martí | Padre de la Patria / Apóstol de la Independencia | |
| Ecuador                         | Simón Bolívar | El Libertador | Libertador de Colombia, Ecuador, Perú y Venezuela                                                                                         |
| Ecuador                         | Juan José Flores | Fundador del Ecuador / Padre de la Patria | Fundador del Ecuador / Padre de la Patria                                                                                                 |
| Ecuador                         | José Joaquín de Olmedo | Padre de la Patria | Padre de la Patria |
| Egipto                          | Ramsés II el Grande | | El Gran Acestro |
| Egipto                          | Baibars | أبو الفتوح (Abu al-Futuh) | Padre de la Conquista |
| Egipto                          | Mehmet Alí | والد مصر الحديثة (walid misr alhaditha) | Padre del Egipto Moderno |
| Egipto                          | Saad Zaghloul | زعيم الأمة (zaeim al'uma) | Líder de la Nación |
| Egipto                          | Gamal Abdel Nasser | رئیس (Raïs) / زعيم العرب (zaeim alearab) | El Guía / Líder de los árabes |
| El Salvador                     | José Matías Delgado | Padre de la Patria | Padre de la Patria |
| Emiratos Árabes Unidos          | Zayed bin Sultán Al Nahayan | | |
| Escocia                         | Donald Dewar | | |
| Eslovaquia                      | Andrej Hlinka | | |
| Eslovenia                       | Primož Trubar | | |
| España                          | Los Reyes Católicos Fernando de Aragón e Isabel de Castilla | Reyes Católicos de los reinos de Castilla y Aragón | Reyes Católicos de los reinos de Castilla y Aragón                                                                                        |
| Estados Unidos                  | George Washington | Father of his country | Padre de su país |
| Estados Unidos                  | Alexander Hamilton, John Adams, Thomas Jefferson, Benjamin Franklin, James Madison, John Jay y George Washington; y todos los demás firmantes del Acta de Independencia y de la Constitución de los Estados Unidos | The Founding Fathers | Los Padres Fundadores |
| Etiopía                         | Menelik II | Emiye Menelik | Nuestro Padre Menelik |
| Fiyi                            | Kamisese Mara | | |
| Filipinas                       | Emilio Aguinaldo | Kauna-unahang Pangulo ng Pilipinas | Primer Presidente de las Filipinas |
| Filipinas                       | Andrés Bonifacio | Amá ng Himagsikan | Padre de la Revolución |
| Filipinas                       | José Rizal | Pambansáng Bayani | Héroe nacional |
| Filipinas                       | Corazón Aquino | Ina ng demokrasya | Madre de la Democracia |
| Finlandia                       | Carl Gustaf Emil Mannerheim | | |
| Francia                         | Carlomagno | Père de l'Europe | Padre de Europa |
| Francia                         | Juana de Arco | La virgen de Lorena / La Doncella de Orleans | Generala del Sitio de Orleans Comandante del Altísimo y Alférez del Delfín                                                                |
| Francia                         | Napoleón Bonaparte | El Pequeño Cabo y Líder de la República | Emperador de los franceses |
| Francia                         | Charles de Gaulle | le Général / Père de la nation / Père de la Ve République | El General / Padre de la Nación / Padre de la Quinta República                                                                            |
| Georgia                         | Iliá Chavchavadze | წმინდა ილია მართალი (tsminda ilia martali) / უგვირგვინო მეფე (ugvirgvino mepe) / ერის მამა (eris mama) | San Iliá el Justo / El Rey Incoronado / Padre de la Nación                                                                                |
| Ghana                           | Kwame Nkrumah | | |
| Guinea                          | Ahmed Sékou Touré | | |
| Guinea-Bisáu                    | Amílcar Cabral | Pai da Independência de Guiné Bissau | Padre de la Independencia de Guinea-Bisáu                                                                                                 |
| Grecia                          | Helén | Πρόγονος των Ελλήνων (Prógonos ton Ellínon) | Progenitor de los Griegos |
| Grecia                          | Alejandro Magno | Ο Πατέρας των Ελλήνων (Patéras ton Ellínon) / Πατέρας του Ελληνισμού (Patéras tou Ellinismoú) | Padre de los Helenos / Padre del Helenismo                                                                                                |
| Grecia                          | Eleftherios Venizelos | Ο κατασκευαστής της σύγχρονης Ελλάδας (O kataskevastís tis sýnchronis Elládas) / Εθνάρχης (Ethnárchis) | El hacedor de la Grecia moderna / El Etnarca                                                                                              |
| Grecia                          | Ioannis Kapodistrias | Ιδρυτής της Ανεξάρτητης Ελλάδας (Idrytís tis Anexártitis Elládas) / Αρχιτέκτονας της Νέας Ελλάδας (Architéktonas tis Néas Elládas) / Εθνάρχης (Ethnárchis)                                                                 | Fundador de la Grecia Independiente / Arquitecto de la Grecia Moderna / El Etnarca                                                        |
| Guatemala                       | La denominación "Padres de la Patria" hace referencia a los Congresistas de la República, pero se considera a Rafael Carrera, Juan José Arévalo y Jacobo Árbenz                                                    | | |
| Guyana                          | Cheddi Jagan | | |
| Haití                           | François-Dominique Toussaint | L'Ouverture / précurseur de l'indépendance / père de la nation | El que abrió el camino / Precursor de la independencia / Padre de la nación                                                               |
| Haití                           | Jean-Jacques Dessalines | Père fondateur d'Haïti | Padre Fundador de Haití |
| Honduras                        | Dionisio Herrera | | |
| Hungría                         | Árpad | Honalapító | Fundador de la Nación |
| Hungría                         | Esteban I | Szent István király | Santo Rey Esteban |
| India                           | Mohandas K. Gandhi | બાપુ (Bapu) / महात्मा (Mahātmā) / गांधी जी (Gandhiji) / राष्ट्रपिता (raashtrapita) | Padre / Alma Grande / Padre Gandhi / Padre de la Nación                                                                                   |
| India                           | Jawaharlal Nehru | लोकतंत्र के जनक (lokatantr ke janak) / भारतीय वास्तुकार (bhaarateey vaastukaar) | Padre de la Democracia / Arquitecto de La India                                                                                           |
| India                           | Bhimrao Ramji Ambedkar | आधुनिक भारत के संस्थापक पिता (aadhunik bhaarat ke sansthaapak pita) / भारत के संविधान के पिता (bhaarat ke sanvidhaan ke pita) | Padre Fundador de la India Moderna / Padre de la Constitución India                                                                       |
| Indonesia                       | Achmed Sukarno | Pemimpin Besar Revolusi Indonesia/Proklamator | Gran Líder de la Revolución Indonesia/El Proclamador                                                                                      |
| Inglaterra                      | Eduardo III | Father of the English nation | Padre de la nación inglesa |
| Irak                            | Faysal I | ملك المملكة العربية المتحدة (malik almamlakat alearabiat almuttahida) | Rey de la Arabia Unida |
| Irán                            | Ciro II el Grande | شاهنشاه (Shahanshah) | Gran Emperador |
| Irlanda                         | San Patricio | Apostle of Ireland | Apóstol de Irlanda |
| Irlanda                         | Daniel O'Connell | The Liberator | El Libertador |
| Irlanda                         | Éamon de Valera | Athair na hÉireann/Athair an Nua hÉireann | Padre de Irlanda/Padre de la Nueva Irlanda                                                                                                |
| Israel                          | Abraham | אברהם אבינו (Avraham Fried) | Nuestro padre Abraham |
| Israel                          | Theodor Herzl | חוזה המדינה (Jozé HaMedina) | Visionario del Estado |
| Israel                          | Jaim Weizmann | מנהיג הציונות (Manhig HaTzionut) | Líder del sionismo |
| Israel                          | David Ben-Gurión | אבי ישראל המייסד (Avi Yisrael HaMeysed) | Padre Fundador de Israel |
| Italia                          | Camillo Benso di Cavour, Giuseppe Garibaldi, Giuseppe Mazzini y Vittorio Emanuele II | Padri della Patria | Padres de la Patria |
| Japón                           | Iware no Mikoto | 神武天皇 (Jimmu-ten'nō) | Emperador "Guerrero Celestial" |
| Japón                           | Nobunaga Oda, Hideyoshi Toyotomi y Ieyasu Tokugawa | 三英傑 (San'eiketsu) | Los tres grandes unificadores |
| Japón                           | Mutsuhito | 明治天皇 (Meiji-ten'nō) / 明治大帝 (Meiji-taitei) | Emperador "Reino Ilustrado" / Meiji el Grande                                                                                             |
| Japón                           | Ōkubo Toshimichi, Saigō Takamori y Kido Takayoshi | 維新の三傑 (Ishin no Sanketsu) | Los Tres Grandes Héroes de la Restauración                                                                                                |
| Jordania                        | Abdullah I | | |
| Kazajistán                      | Nursultán Nazarbáyev | | |
| Kenia                           | Jomo Kenyatta | Baba wa Taifa | Luchador de la Libertad |
| Kosovo                          | Ibrahim Rugova | Babai i Kombit | Padre de la Nación |
| Kosovo                          | Adem Jashari | Komandanti Legjendar | El legendario comandante |
| Kurdistán                       | Saladino | | |
| Kurdistán                       | Qazi Muhammad | | |
| Kurdistán                       | Mustafa Barzani | | |
| Kurdistán                       | Abdullah Öcalan | | |
| Lesoto                          | Moshoeshoe I | | |
| Líbano                          | Bechara El Khoury | | |
| Líbano                          | Said Akl | الشاعر الفينيقية(alshshaeir alfayniqia)/بطريرك لبنان خطابات(bitririk lubnan khitabat) | El Poeta Fenicio/Patriarca de las Letras del Líbano                                                                                       |
| Liberia                         | Joseph Jenkins Roberts | | |
| Libia                           | Omar Al-Mukhtar | شيخ الشهداء (shaykh alshuhada') / أسد الصحراء (asad alsahra) | Jeque de los mártires / León del Desierto                                                                                                 |
| Lituania                        | Jonas Basanavičius | Tautos patriarchas | Patriarca de la nación |
| Macedonia                       | Krste Misirkov | | |
| Madagascar                      | Philibert Tsiranana | Mpampianatra mahay / Rain'ny fahaleovan-tena | El Maestro benevolente / Padre de la Independencia                                                                                        |
| Malasia                         | Tunku Abdul Rahman | Bapa Kemerdekaan | Padre de la independencia |
| Malaui                          | Hastings Kamuzu Banda | | |
| Malta                           | Giorgio Borg Olivier | Missier Malta Indipendenti | Padre de la independencia de Malta |
| Marruecos                       | Mohammed V | | |
| Mauricio                        | Seewoosagur Ramgoolam | | |
| México                          | Miguel Hidalgo y Costilla | Padre de la patria mexicana | Padre de la patria mexicana |
| México                          | José María Morelos | Siervo de la Nación / Constructor de la Patria | Siervo de la Nación / Constructor de la Patria                                                                                            |
| México                          | Guadalupe Victoria | Fundador de la Patria / Benemérito de la Patria | Fundador de la Patria / Benemérito de la Patria                                                                                           |
| México                          | Benito Juárez | Benemérito de las Américas | Benemérito de las Américas |
| México                          | Agustín de Iturbide | Fundador de la Patria / Libertador de México | Fundador de la Patria / Libertador de México                                                                                              |
| Micronesia                      | Andon Amaraich | Founding Father | Padre Fundador |
| Moldavia                        | Esteban III | Ștefan cel Mare și Sfânt | Esteban el Grande y el Santo |
| Mónaco                          | Francisco Grimaldi | | |
| Mongolia                        | Gengis Kan | Чингис Хаан (Chingis Khaan) | El Gran Kan |
| Montenegro                      | Pedro Petrovič Njegoš | велика и светиња владика (velika i svetinja vladika) | El Obispo Grande y Santo |
| Mozambique                      | Eduardo Mondlane | | |
| Namibia                         | Sam Nujoma | Founding Father of the Namibian Nation | Padre Fundador de la Nación Namibia |
| Nepal                           | Tribhuvan Bir Bikram Shah | | |
| Nicaragua                       | Diriangén, Augusto C. Sandino | Padre de la Patria Nicaragüense / General de Hombres Libres | |
| Nigeria                         | Nnamdi Azikiwe | Father of Nigerian Nationalism | Padre del nacionalismo nigeriano |
| Nigeria                         | Funmilayo Ransome-Kuti | Uwar Afirka o Mother of Africa | Madre de África |
| Noruega                         | Einar Gerhardsen | | |
| Nueva Zelanda                   | James Busby | | |
| Países Bajos                    | Guillermo de Orange | de Zwijger/Vader des Vaderlands | El Taciturno/Padre de la Patria |
| Países Checos                   | Frantisek Palacký | | |
| Pakistán                        | Muhammad Ali Jinnah | عظیم رہنما | El Gran Líder |
| Palestina                       | Yasir Arafat | الزعيم الفلسطيني (alzzaeim alfilastini) | Líder de los Palestinos |
| Panamá                          | Simón Bolívar | El Libertador | Libertador |
| Panamá                          | José de Fábrega | Libertador del Istmo | Libertador del Istmo |
| Panamá                          | Tomás Herrera | | |
| Panamá                          | Justo Arosemena | Padre de la Nacionalidad Panameña | Padre de la Nacionalidad Panameña |
| Panamá                          | José Agustín Arango | | |
| Papúa Nueva Guinea              | Michael Somare | | |
| Paraguay                        | Fulgencio Yegros | | |
| Paraguay                        | José Gaspar Rodríguez de Francia | El Supremo | Dictador Perpetuo |
| Perú                            | La denominación "Padres de la Patria" hace referencia a los Congresistas de la República, pero normalmente se reconoce, entre otros, a José de San Martín                                                          | Fundador de la República y Protector del Perú | Padre de Argentina, Chile y Perú |
| Perú                            | José Gabriel Condorcanqui | Túpac Amaru Sapa Inca II / Fundador de la identidad nacional peruana | Único Gran Emperador Serpiente Resplandeciente II / Fundador de la identidad nacional peruana                                             |
| Perú                            | Ramón Castilla | Restaurador de la Constitución | Segundo Presidente de la República |
| Perú                            | Congreso Constituyente de 1821 | | |
| Portugal                        | Rey Alfonso Enríquez | O Conquistador | El Conquistador |
| Puerto Rico                     | Ramón Emeterio Betances | | |
| Reino Unido                     | Jacobo Estuardo | | |
| República Centroafricana        | David Dacko | | |
| República Checa                 | Carlos IV de Luxemburgo | Otec vlasti | Padre de la Patria |
| República Checa                 | Frantisek Palacký | Otec národa | Padre de la nación |
| República Checa                 | Tomáš Masaryk | Tatíček / President Osvoboditel | Padre / Presidente Libertador |
| República Democrática del Congo | Patrice Lumumba y Joseph Kasavubu | Péres de l'independance | Padres de la independencia |
| República Dominicana            | Juan Pablo Duarte, Francisco del Rosario Sánchez, Matías Ramón Mella | Padres de la Patria | Padres de la Patria |
| Ruanda                          | Gihanga | | El Fundador |
| Rumania                         | Alejandro Juan Cuza | Tatăl României moderne | Padre de la Rumania moderna |
| Rusia                           | Zar Pedro el Grande | Отец Отечества (Otéc Otéčestva) | Padre de la Madre Patria |
| Sahara Occidental               | Mohamed Sidi Brahim Basir, El-Uali Mustafa Sayyid | | |
| San Marino                      | Marino diácono | | |
| Santa Lucía                     | John Compton | | |
| Senegal                         | Léopold Sédar Senghor | | |
| Serbia                          | Dobrica Ćosić, Karađorđe Petrović, Stefan Nemanja | | |
| Sierra Leona                    | Milton Margai | | |
| Sierra Leona                    | Thomas Peters | Founding Father | Padre Fundador |
| Singapur                        | Thomas Stamford Raffles | | |
| Singapur                        | Lee Kuan Yew | Bapa Singapura | Padre de Singapur |
| Somalia                         | Mohammed Abdullah Hassan | | |
| Sri Lanka                       | Don Stephen Senanayake | | |
| Suecia                          | Gustavo I de Suecia | Nationalhjälte | Héroe de la Nación |
| Sudáfrica                       | Nelson Mandela | Madiba/Tata wethu | El Padre/Padre de la Democracia |
| Surinam                         | Johan Ferrier | | |
| Tailandia                       | Bhumibol Adulyadej | พระบาทสมเด็จมหาราช (Phrabāth s̄mdĕc mh̄ārāch) | Su Majestad el Grandioso. |
| Tanzania                        | Julius Nyerere | Mwalimu/Baba wa Taifa | Profesor/Padre de la Nación |
| Texas                           | Stephen F. Austin | Father of Texas | Padre de Texas |
| Timor Oriental                  | Francisco Xavier do Amaral | Abo Xavier | Abuelo Xavier |
| Timor Oriental                  | Nicolau dos Reis Lobato | | |
| Tonga                           | George Tupou I | | |
| Trinidad y Tobago               | Bhadase Sagan Maraj y Eric Eustace Williams | | |
| Túnez                           | Habib Bourguiba | | |
| Turkmenistán                    | Saparmyrat Nyýazow | Türkmenbaşy | Líder de todos los Turcomanos |
| Turquía                         | Mustafa Kemal | Atatürk | Padre de los turcos |
| Ucrania                         | Mykola Mikhnovsky | Основоположник українського націоналізму (Osnovopolozhnyk ukrayinsʹkoho natsionalizmu) | Fundador del nacionalismo ucraniano |
| Unión Soviética                 | Vladímir Lenin | Отец революции (Otets revolyutsii) | Padre de la Revolución |
| Unión Soviética                 | Iósif Stalin | Человек из стали (Chelovek iz stali) / Отец народов (Otets narodov) | Hombre de Acero / Padre de los Pueblos |
| Uruguay                         | José Gervasio Artigas | Padre de la Federación | Gobernador de la Banda Oriental y Protector de los Pueblos Libres                                                                         |
| Uruguay                         | Juan Antonio Lavalleja | Jefe de la Cruzada Libertadora de los Treinta y Tres Orientales | Gobernador de la Banda Oriental |
| Uruguay                         | Fructuoso Rivera | Reconquistador de las Misiones Orientales | Primer Presidente del Estado Oriental del Uruguay                                                                                         |
| Uruguay                         | Manuel Oribe | El Caballero Oriental | Segundo Presidente del Estado Oriental del Uruguay                                                                                        |
| Uzbekistán                      | Tamerlán | | |
| Uzbekistán                      | Zahīr ud-Dīn Muhammad | بابر, (Babur) | El Tigre |
| Valencia                        | Jaime I | Rey don Jaime I el conquistador | Rei en Jaume I el conqueridor |
| Venezuela                       | Francisco de Miranda | El Precursor | El Precursor |
| Venezuela                       | Simón Bolívar | El Libertador | Libertador de Colombia, Ecuador, Perú y Venezuela                                                                                         |
| Venezuela                       | Andrés Bello | El Educador | El Primer Humanista Americano / Patriarca de las Letras hispanoamericanas                                                                 |
| Vietnam                         | Hồ Chí Minh | Nguyễn Ai Quốc | El Patriota |
| Yugoslavia                      | Alejandro I | Karađorđević | El Unificador |
| Yugoslavia                      | Josip Broz | | |
| Zaire                           | Mobutu Sese Seko | Père de la Nation | Padre de la Nación |